# Café

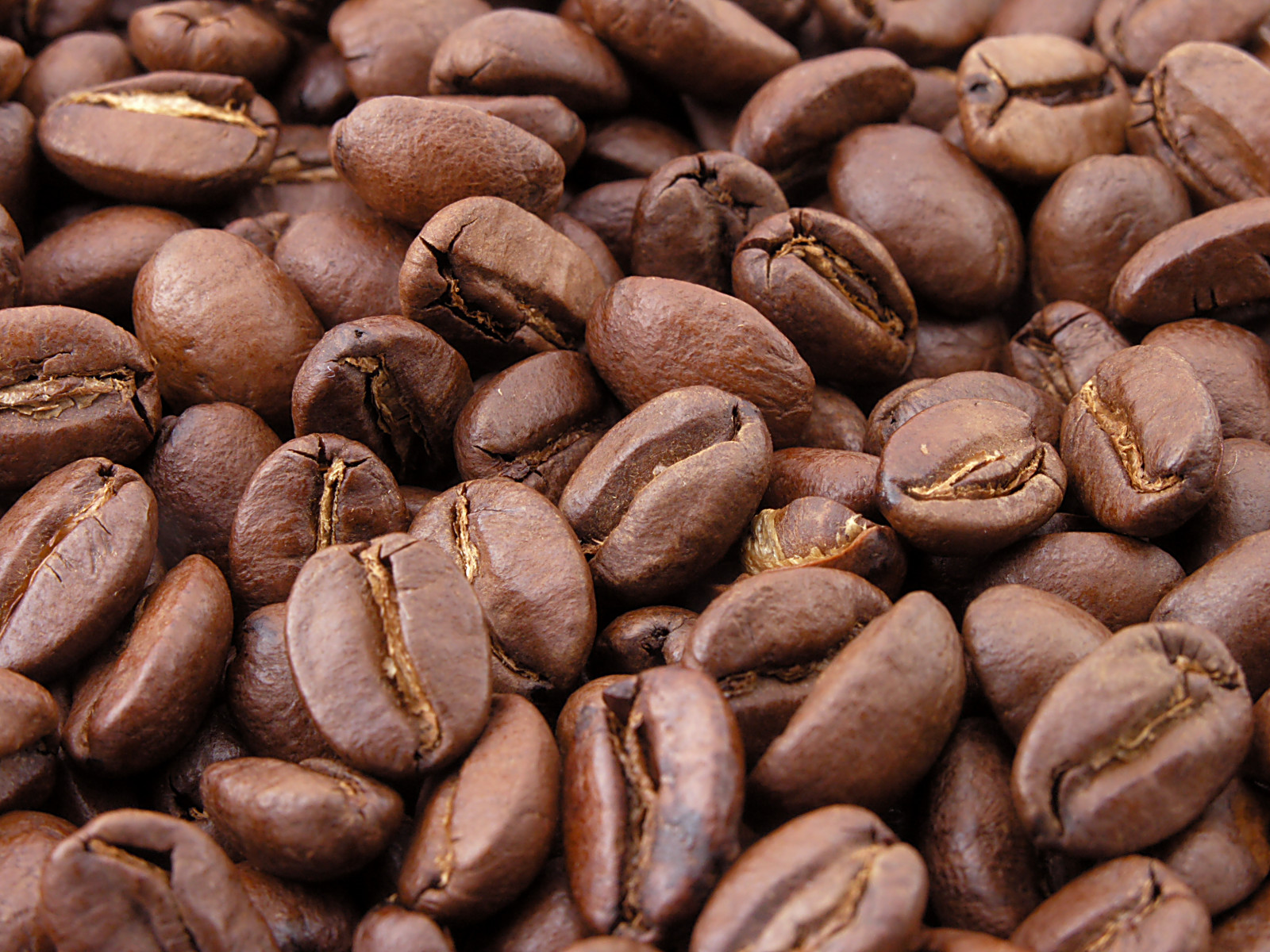
Granos de café tostados

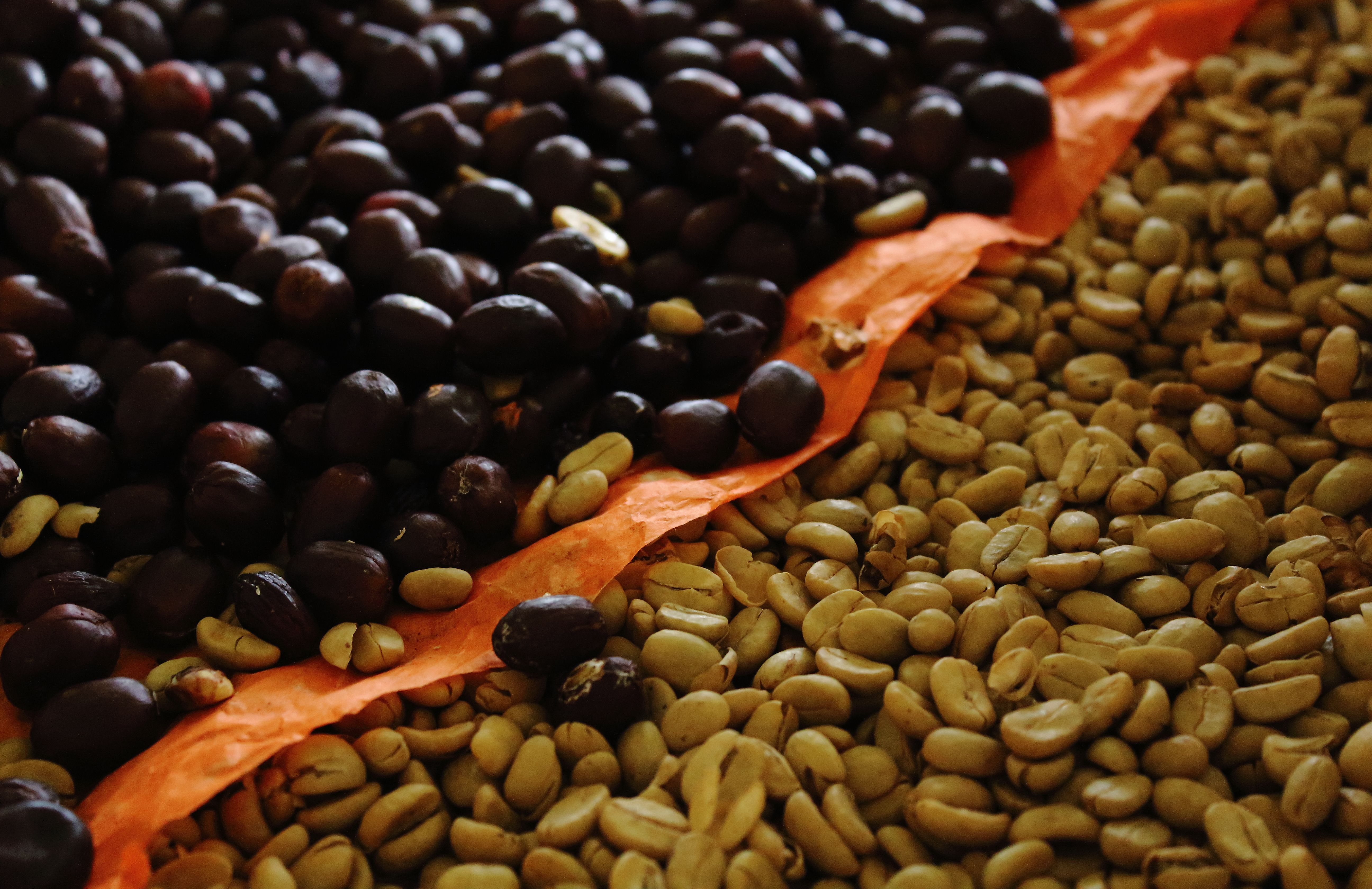
Granos de café cultivados en México

El café es una bebida que se obtiene mediante el percolado de agua caliente a través de los granos tostados y molidos de los frutos de la planta del café (cafeto); es altamente estimulante por su contenido de cafeína, una sustancia psicoactiva. Es uno de los productos más comercializados a nivel mundial, además de estar entre las tres bebidas más consumidas por el ser humano (junto con el agua y el té).
Suele tomarse durante o después del desayuno, y es incluso considerado para muchas personas como único desayuno, aunque también se toma en diferentes ocasiones y a diversas horas del día, como en la merienda, después del almuerzo o cena; y es ideal para entablar conversaciones, y en muchos países por costumbre o tradición se reparte en reuniones familiares como funerales; estas y otras razones hacen que sea una de las bebidas sin alcohol más frecuentemente usadas para socializar. El gusto por el café no siempre ha sido espontáneo en las culturas mundiales y las nuevas generaciones, sino que casi siempre debe ser cultivado, puesto que su sabor original es fuerte y amargo.
La cafeína es el componente estimulante principal del café, la cual es responsable de mejorar algunas funciones cognitivas, como acelerar los procesos cerebrales y mejorar la memoria, además de estimular el estado de vigilia y la capacidad de concentración.
Las formas más populares de tomarlo son negro (solo) y con leche (con o sin azúcar). También se le suele añadir: miel, crema o nata, leche condensada, chocolate o algún licor. Dependiendo de la receta hay diversas formas de prepararlo. Habitualmente se sirve caliente, pero también se toma frío o con hielo. En Argentina, Uruguay, España, Portugal y Paraguay es frecuente el consumo de café torrado o torrefacto, es decir, tostado con azúcar poco refinada.
El cafeto es originario de la provincia de Kaffa en las tierras altas de Abisinia, actual Etiopía, en donde crece de forma silvestre. Las cualidades energéticas del café ya eran conocidas por la tribu Galla de Etiopía en el siglo XI, quienes lo mezclaban con grasa animal. Posteriormente, sería introducido a Arabia, de donde se expandiría al resto del mundo con el dominio turco de Anatolia.
Actualmente, la planta se cultiva principalmente en países tropicales y subtropicales como Brasil, Vietnam y Colombia (principales productores de café). Brasil concentra poco más de un tercio de la producción mundial. Los granos del café son uno de los principales productos de origen agrícola que se comercializan en los mercados internacionales y a menudo suponen una gran contribución a los rubros de exportación de las regiones productoras.
El cultivo del café está culturalmente ligado a la historia y al progreso de muchos países que lo han producido por más de un siglo. Durante el periodo 2012-2013 se produjeron 87 millones de toneladas de café, de los cuales se exportó aproximadamente un 80 % por un valor de 19 100 millones de dólares, mientras que el valor bruto de la industria total asociada al comercio del café se estima en 173 400 millones de dólares. Actualmente, más de 25 millones de fincas familiares en unos ochenta países cultivan alrededor de 15 000 millones de cafetos, cuya producción termina en los 2250 millones de tazas de café que se consumen a diario.[cita requerida]
Se le conoce también como café o cafetería a un establecimiento dedicado al consumo de café y otros alimentos.

## Botánica del arbusto del café

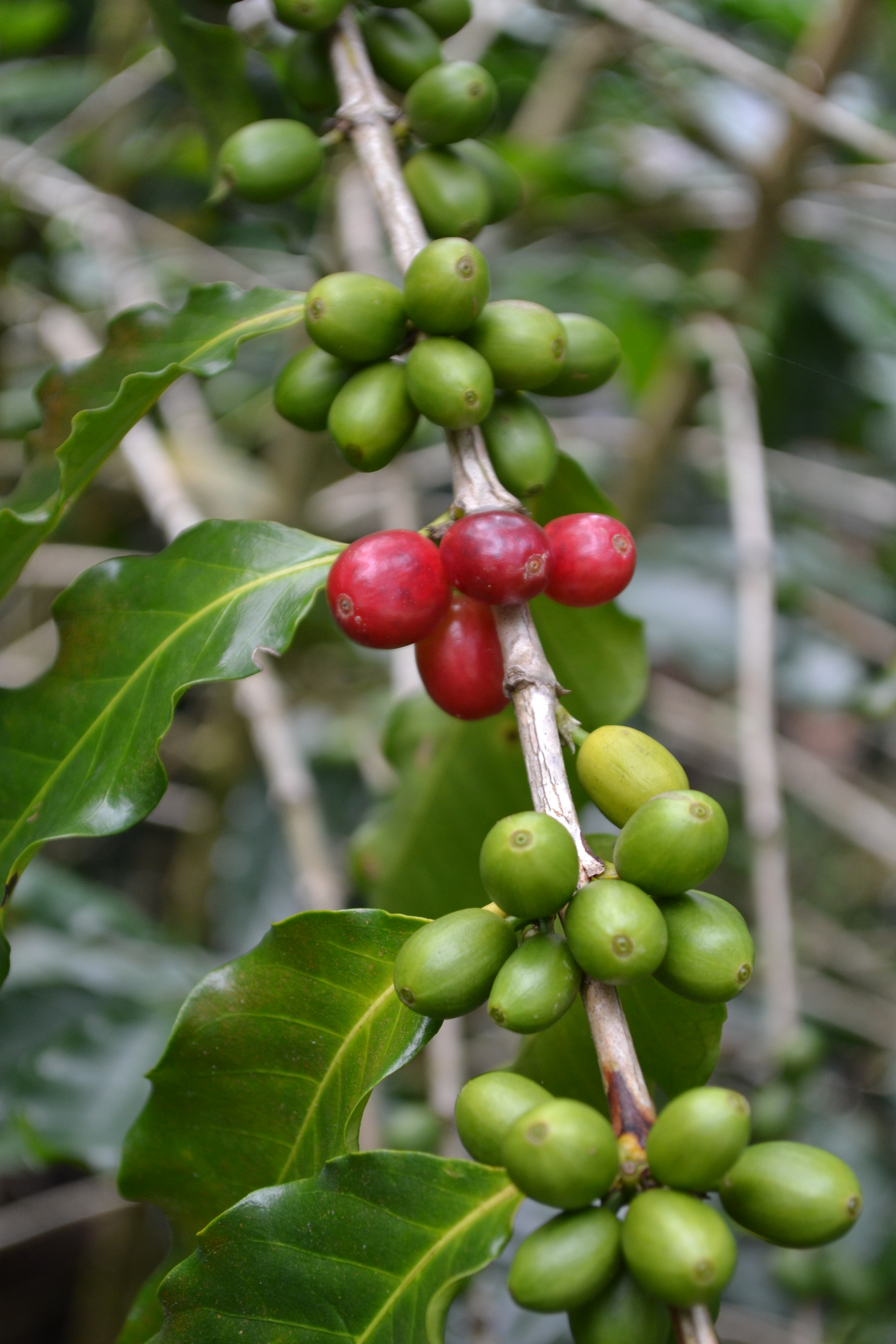
Cafeto (Coffea arabica)

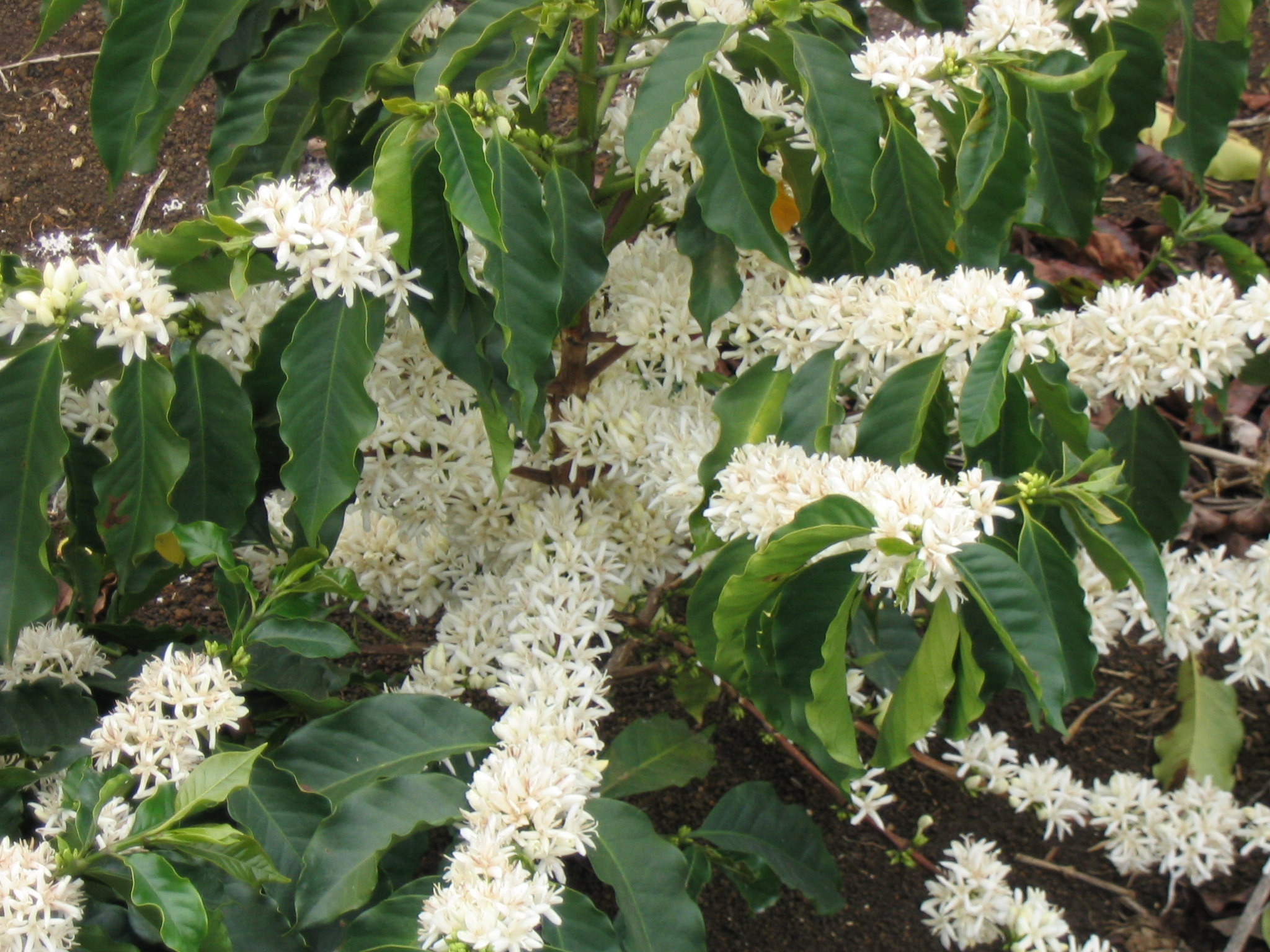
Flores del cafeto (Coffea arabica)

Estructura del fruto y del grano de un cafeto:
1: corte central
2: grano de café (endospermo)
3: piel plateada (tegumento)
4: pergamino (endocarpio)
5: capa de pectina
6: pulpa (mesocarpio)
7: piel exterior (epicarpio).

### Cafeto
Los cafetos son arbustos de las regiones tropicales del género Coffea, de la familia de los rubiáceos. Tienen hojas persistentes y opuestas y bajo un poco de sombra crecen mejor. Necesitan temperaturas suaves. Comúnmente se cultivan en las regiones tropicales y ecuatoriales, donde siempre es primavera o verano. La época de floración es al comienzo de la temporada de lluvias; sus flores son blancas y perfumadas. Después de ocho o nueve meses aparecen los frutos, que son bayas rojas, brillantes y carnosas que asemejan a las cerezas. Con cada lluvia los cafetos florecen, razón por la cual se pueden encontrar flores, frutos verdes y frutos maduros simultáneamente, por lo que se debe tener mucho cuidado al recoger los frutos.
Los frutos son carnosos y rojos o púrpuras cuando están maduros, rara vez amarillos. Son bayas que se conocen como cerezas de café; en el interior tienen dos núcleos, cada uno de ellos con un grano de café, la semilla de la planta. Las semillas están envueltas por una membrana semirrígida transparente, llamada pergamino, que es la pared del núcleo, y un mesocarpio rico en mucílago, que es una capa de pulpa azucarada. Una vez retirado, el grano de café verde se observa rodeado de una piel plateada adherida, que se corresponde con el tegumento de la semilla.

#### Especies
De las más de cien especies que pertenecen al género Coffea, se usan principalmente solo dos para la preparación de la bebida: Coffea arabica y Coffea canephora. La primera especie abarca casi tres cuartas partes de la producción mundial y se cultiva principalmente desde México hasta el trópico de Argentina. [cita requerida]
- Coffea arabica (también llamado cafeto arábica o arábico o simplemente café arábigo) es la más cultivada desde la Antigüedad. Representa el 75 % de la producción mundial de café. Produce un café fino y aromático, y necesita un clima fresco. El cultivo del cafeto arábica es más delicado, menos productivo y está reservado a tierras altas de montaña, entre 600 y 2000 m s. n. m.[2] (metros sobre el nivel del mar). Los diez países con mayor producción de café arábigo, según las estadísticas del 2018/2019, son: Brasil, Colombia, Etiopía, Honduras, Perú, Guatemala, México, Nicaragua, China e India.[10] Además, también son productores Bolivia, Camerún, Costa Rica, Cuba, República Dominicana, El Salvador, Ecuador, la isla de Java, Jamaica, Kenia, Panamá, Puerto Rico, Tanzania, Venezuela y Argentina.[8][9][11]
- Coffea canephora (también llamado cafeto robusta) ofrece una bebida rica en cafeína; fuerte y más amargo, usualmente usado para la fabricación de café soluble o instantáneo y mezclas. El robusta se adapta a terrenos llanos, con rendimientos más elevados. Es originario del Congo Belga (desde el 30 de junio de 1960, República Democrática del Congo). Hoy en día los diez países con mayor producción de café robusta son: Vietnam, Brasil, Indonesia, Uganda, India, Malasia, Costa de Marfil, Tailandia, Tanzania y Laos[10] (datos de 2018/2019). Es más resistente que el arábigo (de ahí su nombre «robusta»).[8][9] Crece entre 0 y 600 m s. n. m.[2]

También se cultivan, en una escala mucho menor, las especies C. liberica, C. racemosa, C. sthenophylla y C. abeokutae.

### Cafetos genéticamente modificados
Se han creado variedades que producen menores cantidades de cafeína, pero ningún tipo de café genéticamente modificado se comercializa por el momento. La única plantación de variedades modificadas se realizó por el Centro de cooperación internacional en investigación agronómica para el desarrollo de Francia en la Guayana Francesa en el año 2000.
La variedad modificada contenía genes de la bacteria Bacillus thuringiensis para repeler a las larvas de polilla. Se escogió la Guayana Francesa porque no había cultivos de café en toda la región que se pudiesen ver afectados por el polen, pero en agosto de 2004 vandalizaron la plantación y todos los cultivos fueron arrancados, cuando faltaban dos años para finalizar el estudio. Sin embargo, se obtuvo suficiente información para ver que el 75 % de las plantas modificadas resistió la plaga mientras que las plantas no modificadas no lo hicieron. Aun así, todavía faltaba comprobar si esta resistencia iba a representar una ventaja en el rendimiento de la planta.

### Enfermedades de la planta de café

#### Roya
La principal enfermedad del café es la roya. Es muy destructiva y tiene fuertes impactos económicos en la producción mundial. Es causada por el hongo Hemileia vastatrix. La roya provoca la caída prematura de las hojas, lo que debilita la capacidad fotosintética del árbol, debilita a los árboles enfermos y puede desembocar en la muerte del cafeto. Las hojas afectadas adquieren una coloración característica de color anaranjado. En 1871 y 1878 las plantaciones de Ceilán, hoy Sri Lanka, se redujeron de 68 787 hectáreas a 14 170 hectáreas, y finalmente en 1890 se abandonaron las plantaciones porque ya no eran rentables. Desde entonces, la enfermedad se empezó a diseminar por el mundo, llegando a todos los países en diferentes fechas. Si bien la roya afecta a todas las plantas del género Coffea, las variedades y cultivares de Coffea arabica son más susceptibles; aun así variedades como Coffea canephora (robusta) no pueden hacerle frente a la enfermedad.

### Plagas de la planta de café

#### Broca
La broca o taladrador del grano de café (Hypothenemus hampei) ataca indiferentemente a las plantas de robusta y de arábica y destruye los granos. La amenaza que representan estos insectos es considerable, si se tiene en cuenta que su resistencia a los insecticidas aumenta.

## Historia

### Origen

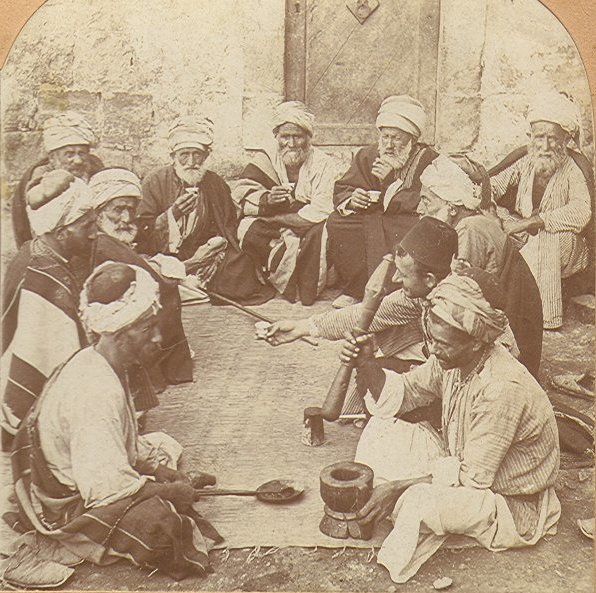
Una cafetería en Palestina hacia 1900. Tarjeta estereoscópica de Keystone View Company.

El árbol del café procede del norte de Etiopía (antes llamada Abisinia), en el oriente de África.
El cafeto es probablemente originario de la provincia de Kaffa, en Etiopía, pero la cuestión no está resuelta completamente. Crece en los bosques altos del suroeste de Etiopía, de 1300 a 2000 metros de altitud. El cafeto es un arbusto de 10 a 12 metros que crece espontáneamente.
Una leyenda muy difundida sobre el origen del café es la de un pastor de Abisinia, llamado Kaldi, que observó el efecto tonificante que unos pequeños frutos rojos de unos arbustos habían tenido sobre las cabras que los habían consumido, efecto comprobado por él mismo al renovarse sus energías. Kaldi llevó unas muestras de hojas y de frutos a un monasterio, donde los monjes probaron el brebaje preparado a base de los frutos, para evitar quedarse dormidos en los oficios nocturnos.
Otra teoría atribuye a los ancestros de los oromo ser los primeros en reconocer el efecto energizante del café: habrían mezclado con grasa sus granos molidos y formado bolitas para usarlas como raciones en expediciones guerreras. Aunque la distribución de los cafetos en África sugiere que la planta crecía en forma silvestre o en cultivos a lo largo del continente desde la Antigüedad, no hay pruebas directas que permitan ubicar estos primeros cultivos ni saber qué tribus lo usaban como estimulante. Los datos arqueológicos disponibles hoy en día no permiten afirmar si el uso o conocimiento del café es anterior al siglo XV: el proceso de elaboración de la bebida, largo y complejo, explica quizás el descubrimiento tardío de las virtudes de las semillas del cafeto, poco atractivas inicialmente.[cita requerida]
La primera fuente que hace clara mención al uso del café fue escrita por Abd Al-Qadir al-Jaziri. Dicha primera referencia narra que el café habría sido llevado desde Etiopía a Yemen, a mediados del siglo XV aproximadamente, donde los sufíes lo usaban para permanecer despiertos durante sus oraciones, y posteriormente se extendió a Arabia, donde se le llamó qahwa (قهوة), que significa «vigorizante».

### Expansión en el mundo árabe

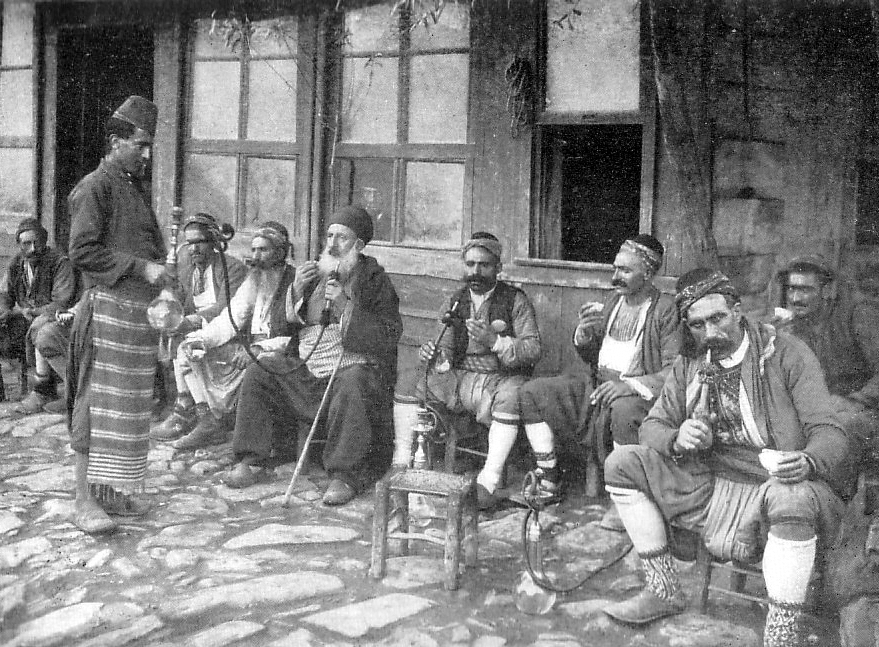
Vista de Constantinopla por Jean Pascal Sébah (1905)

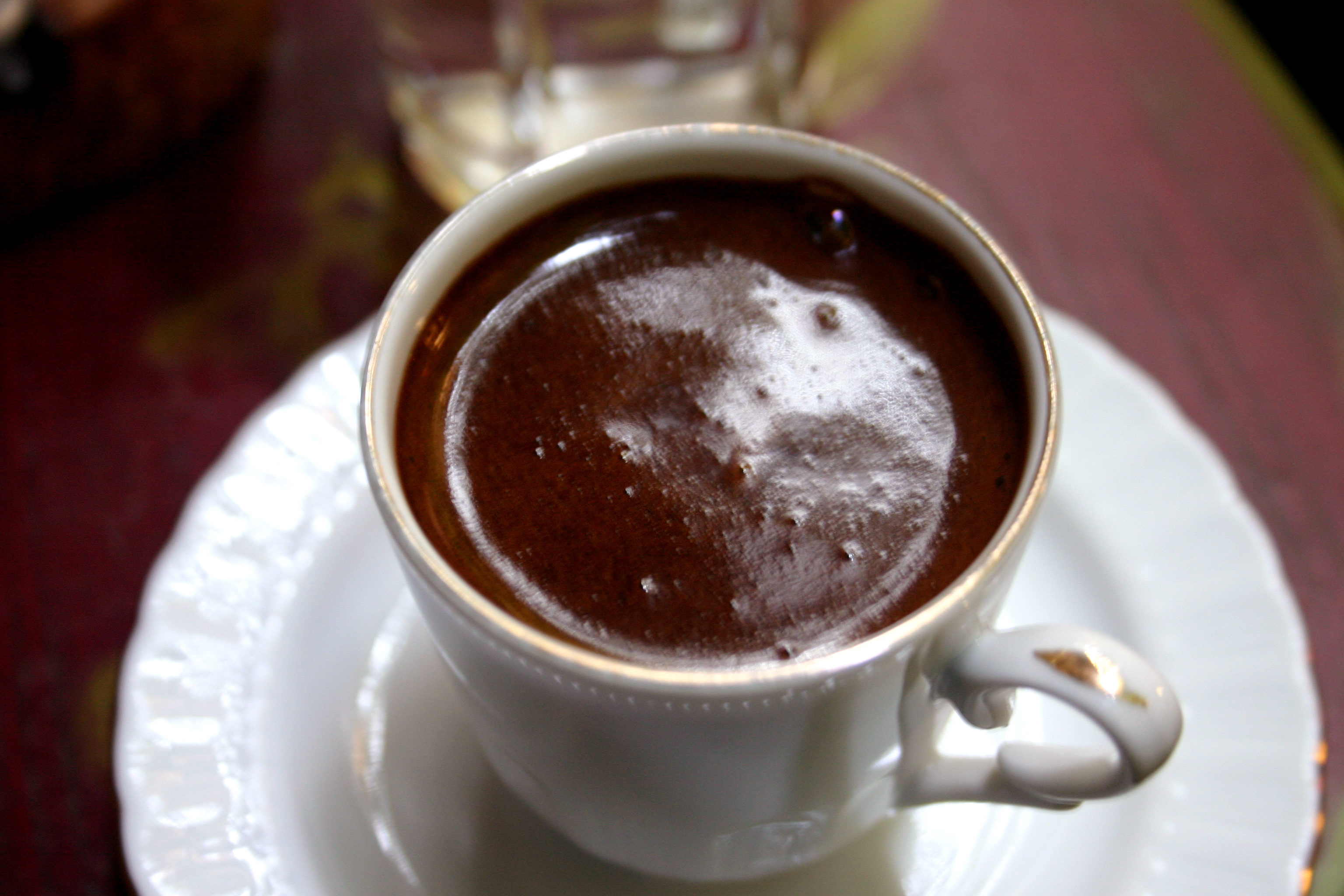
Una taza de café turco, confirmado por la Unesco como Patrimonio cultural inmaterial de la Humanidad, servido en una terraza de Estambul.

El consumo del café se extendió al mundo laico y en 1510, los cafés (kahwe khaneh) proliferaban en las grandes ciudades árabes de El Cairo y La Meca. En estos salones la gente se reunía además a conversar, escuchar música o jugar al ajedrez. Debido a los efectos estimulantes del café los imanes ortodoxos y conservadores postulaban que el Corán prohibía el café, tal como el vino y el hachís, y que los cafés eran amenazas a la estabilidad política y social. En 1511, el gobernador de La Meca, Khair Bey, prohibió su consumo e hizo cerrar todas las cafeterías; sin embargo, el sultán de El Cairo, que tenía autoridad sobre el gobernador, suavizó el edicto ya que el consumo no solo era legal en la ciudad, sino también un importante producto comercial.
Otra de las razones para que el café fuera finalmente permitido surgió a partir de que debido a su efecto estimulante favorecía a las clases más altas al mejorar el rendimiento de sus trabajadores. Esta cuestión posteriormente fue parte de los debates que se dieron en Europa, por lo que se plantea como uno de los puntos que favorecieron a la legalización de la bebida.
En el siglo XV, los árabes introdujeron el café en Persia, Egipto, África septentrional y Turquía.

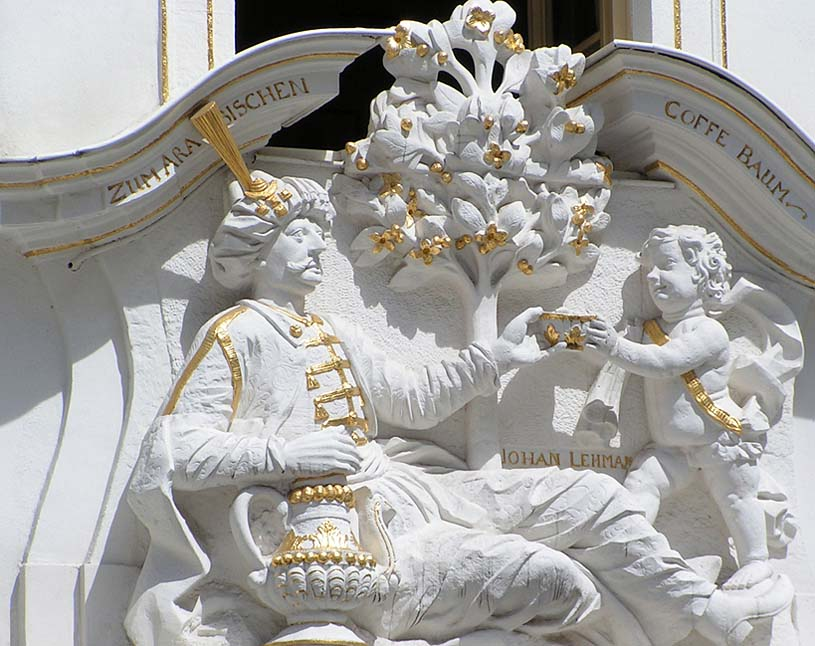
Sobre la entrada de una cafetería de Leipzig hay una representación escultórica de un hombre con traje turco recibiendo una taza de café de manos de un muchacho.

Debido a que el café es un potente estimulante, al inicio de la introducción del café en el mundo árabe hubo grandes debates. Sin embargo, el entusiasmo era tal que una ley turca de la época sobre el divorcio precisaba que una mujer podía divorciarse de su esposo si este no llegaba a proporcionarle una ración diaria de café.
En 1630 había ya un millar de cafeterías en El Cairo. La prohibición volvió de nuevo a Europa, tras la apertura de las cafeterías y, curiosamente, por las mismas razones, es decir, por creer que la ingesta de café desarrollaba el espíritu crítico, favoreciendo probablemente los intercambios intelectuales entre los consumidores.

### Llegada del café a Europa y América
El café llegó a Europa alrededor del año 1600, mediante los mercaderes venecianos. Se aconsejó al papa Clemente VIII prohibir el café, pues creían que representaba una amenaza de los infieles. Después de haberlo probado, bautizó la nueva bebida, declarando que dejar solo a los infieles el placer de esta bebida sería una lástima. El café fue bien recibido por los monjes por las mismas razones que por los imanes: les permitía mantenerse despiertos durante mucho tiempo y además, mantenían el espíritu limpio. En 1600 un peregrino musulmán, Baba Budan, consiguió siete semillas de café de Yemen que plantó en Chikmagalur en el estado de Karnataka de India y cuyas plantas descendientes subsisten todavía hoy.

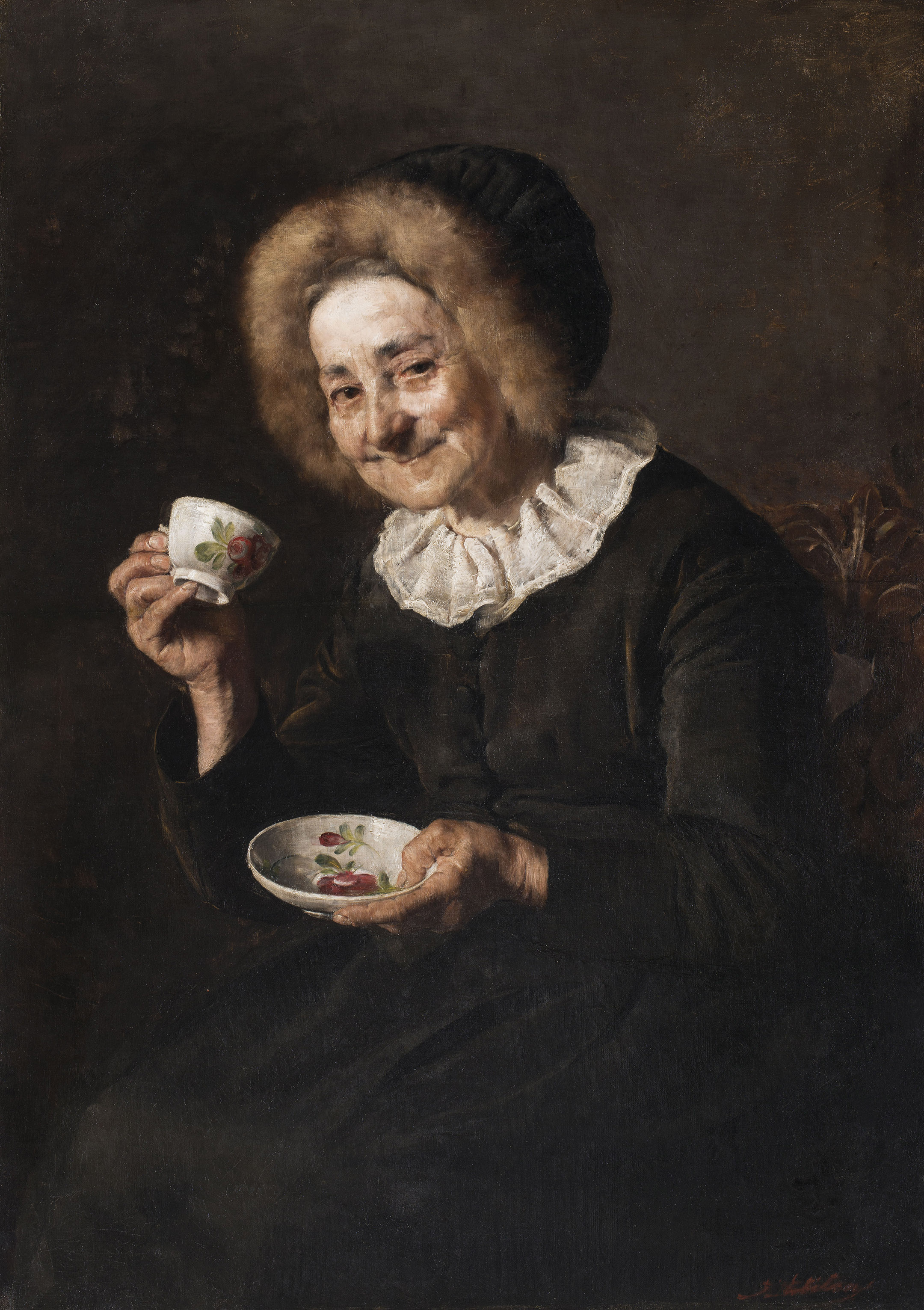
Kofetarica (La bebedora de café), de 1888. Óleo sobre lienzo de Ivana Kobilca (1861-1926), en el Museo Nacional de Liubliana.

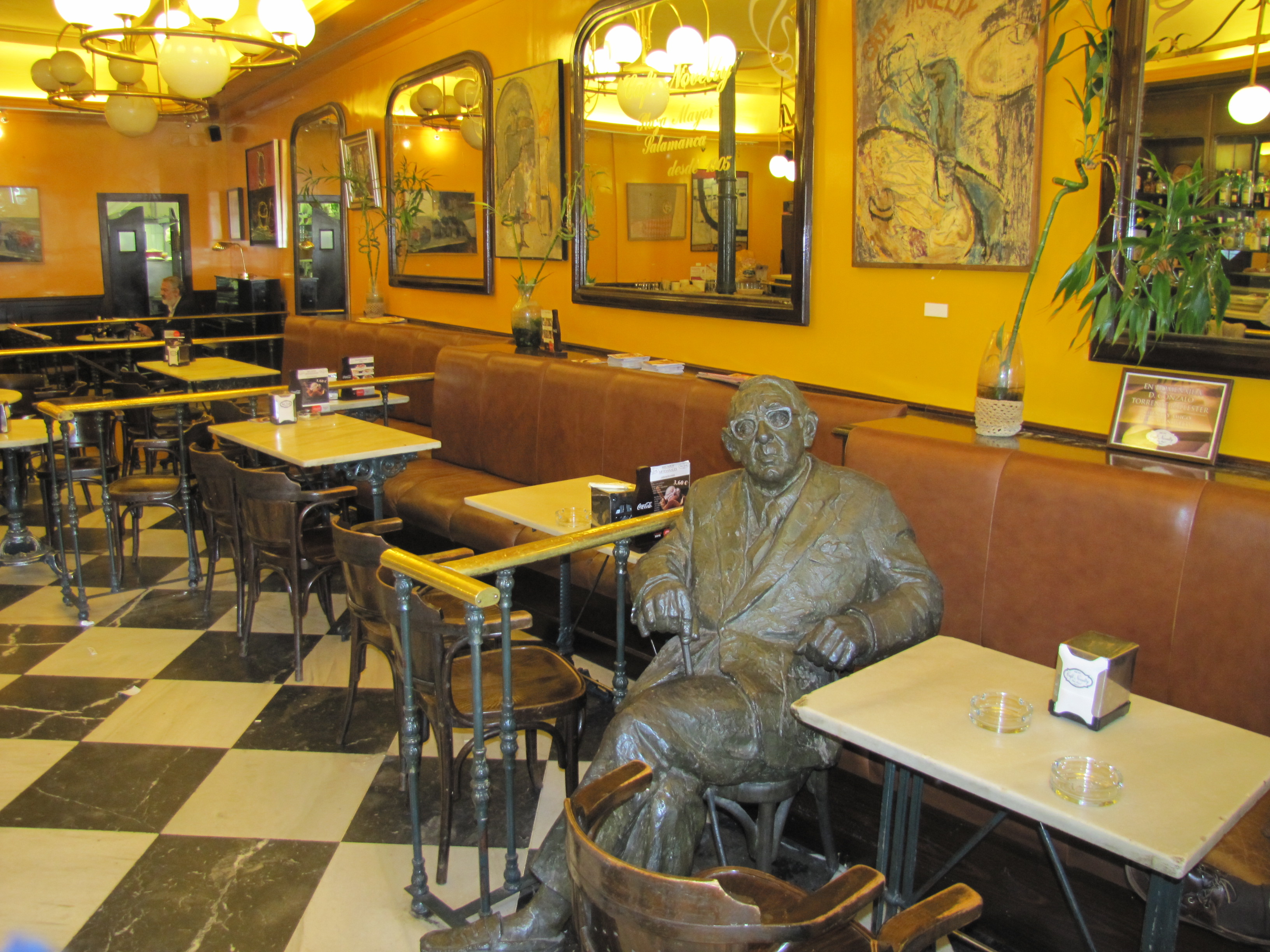
Estatua del escultor Fernando Mayoral dedicada a Gonzalo Torrente Ballester, en el café literario Novelty, fundado en 1905, en la plaza Mayor de Salamanca.

En 1583, Leonhard Rauwolf, un médico alemán recién llegado de un viaje de diez años por Oriente Medio, fue el primer occidental en describir la bebida: 

Una bebida tan negra como la tinta, útil contra numerosos males, en particular los males de estómago. Sus consumidores lo toman por la mañana, con toda franqueza, en una copa de porcelana que pasa de uno a otro y de la que cada uno toma un vaso lleno. Está formada por agua y el fruto de un arbusto llamado bunnu.
Léonard Rauwolf

Francis Bacon también mencionó al café en una obra llamada Sylva Sylvarum, publicada póstumamente en el año 1627. Bacon describió unos locales en los que los turcos se reunían a beber café y los comparó con las tabernas europeas.
El café resultó especialmente reprobado por los sectores protestantes, aunque no produciría reacciones tan ásperas como el tabaco. Ya en 1611, algunos terratenientes alemanes pusieron en marcha un sistema para prohibir su difusión. Estas medidas se mantuvieron durante al menos un siglo en el norte y este de Alemania, hasta que Federico II de Prusia despenalizó su consumo, y lo sometió al pago de un fuerte impuesto. El malestar frente al café prosiguió en el norte de Europa hasta bien entrado el siglo XIX.
Algunos sacerdotes católicos lo llamaron «una amarga invención de Satanás», pues lo veían como un posible sustituto del vino, el cual, en su opinión, había sido santificado por Cristo. Sin embargo, según el libro Coffee, el papa Clemente VIII probó la bebida y al instante quedó cautivado. Para resolver el dilema religioso, bautizó simbólicamente el brebaje, y lo hizo así aceptable para los católicos.

#### Primeras cafeterías
En el sur y oeste de Europa se observó una mayor tolerancia. En la década de 1650 comenzó a ser muy importado y consumido en Inglaterra y se comenzaron a abrir cafeterías en Oxford y en Londres. La primera cafetería en Londres se abrió en 1652.
Las cafeterías se convirtieron en lugares donde nacieron las ideas liberales, debido a la visita frecuente a esos lugares (donde, por cierto, se distribuían panfletos) por parte de filósofos y letrados. En 1676, esta agitación incitó al fiscal del rey Carlos II de Inglaterra a pedir el cierre de las cafeterías, arguyendo crímenes de ofensa contra el propio rey y contra el reino. Las reacciones en contra de esta decisión fueron tales que el edicto de cierre debió revocarse. Los flujos de ideas alimentadas por el café modificaron profundamente al Reino Unido. Había más de dos mil cafeterías, según un registro del año 1700. La famosa compañía de seguros Lloyd's de Londres fue en su origen una cafetería, fundada en 1688.
En 1670 se abrió la primera cafetería en Berlín. En París, el café Procope fue el primero en abrir, en 1686, y allí se inventó una nueva forma de preparar el café: haciendo pasar agua caliente a través de un filtro con café molido.
La historia de las célebres cafeterías de Viena comenzó con la Batalla de Viena de 1683. A mediados del siglo XVIII todas las ciudades europeas tenían cafeterías y en 1734 Johann Sebastian Bach compuso su célebre Cantata del café (BWV 211), en una de cuyas escenas una chica le pide a su padre que, si la castiga, no lo haga prohibiéndole el café y agrega que, si se casa, su marido deberá permitirle beberlo.
El café estuvo prohibido en Rusia, con penas incluso de tortura y de mutilación. Y, cuando la policía zarista encontraba a alguna persona presa de una crisis nerviosa, se lo atribuía al café.

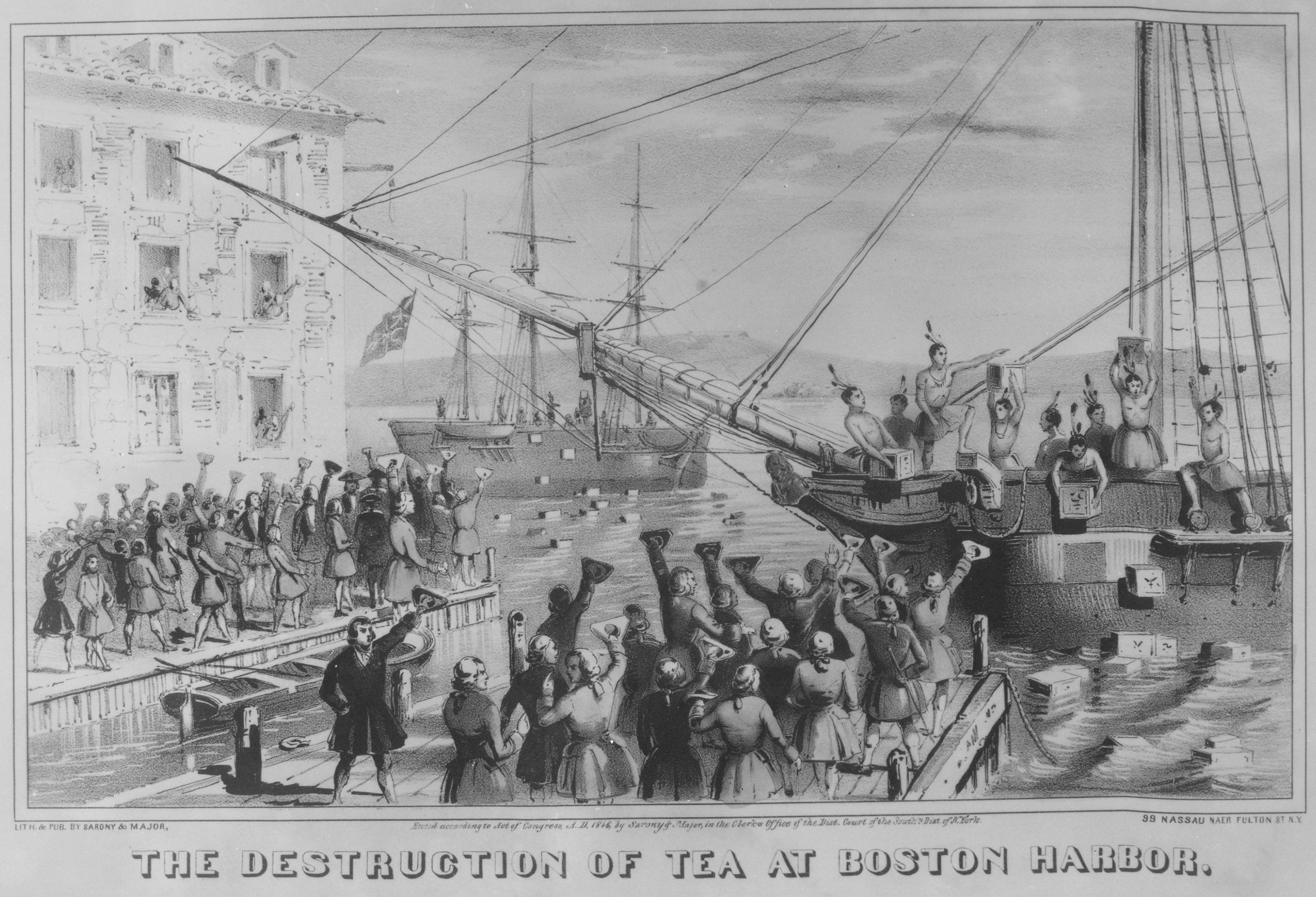
Motín del té en Boston, 1773.

#### Primeras cafeterías en América
El café llegó a América en 1689, con la apertura del primer establecimiento en Boston. La bebida ganó popularidad y obtuvo el rango de bebida nacional, después de que los rebeldes lanzaron al mar el té objeto de impuestos por la Corona británica durante el motín del té (1773) en Boston. Esta operación clave se preparó en la cafetería Dragón verde.
El café alcanzó su completa aceptabilidad social en Occidente en el siglo XVIII, cuando surgió la costumbre de tomar una taza con leche como desayuno. Pronto los grandes cultivos se desplazaron a Ceilán e Indonesia, y se consolidaron posteriormente en América del Sur.
El café comenzó a cultivarse en las colonias inglesas, en particular en Ceilán, pero las plantaciones fueron devastadas por una enfermedad y finalmente sustituidas por plantaciones de té. En 1696, los holandeses lo hicieron cultivar en Indonesia y en Java. En 1714, el capitán de infantería Gabriel Mathieu de Clieu ocultó un esqueje de una planta de café, que había sido ofrecida por Holanda al rey Luis XIV de Francia y se había conservado en los invernaderos reales, y trajo el esqueje a Martinica. A continuación se implantó el cafeto en las laderas del Monte Pelée en Martinica, en Santo Domingo y en Guadalupe. Cincuenta años más tarde, había ya 19 millones de plantas en Martinica.

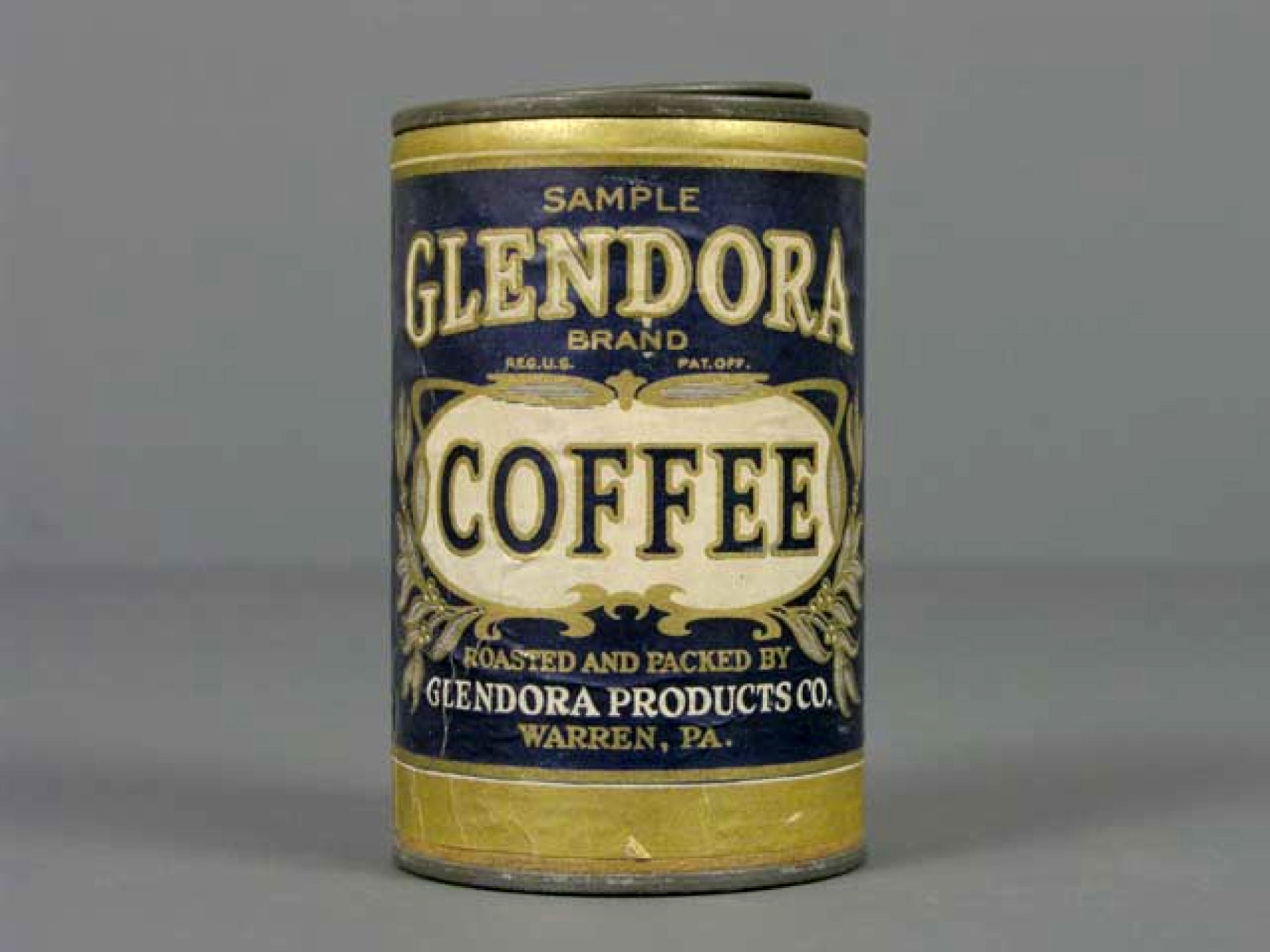
Lata de café de la primera mitad del. De la colección del Museo del Objeto del Objeto.

Los holandeses llevaron semillas a la Guayana Neerlandesa y de allí a la vecina Guayana Francesa. La primera plantación en Brasil se estableció en 1727 con plantas sustraídas de la Guayana Francesa a pesar de fuertes medidas de seguridad impuestas por las autoridades coloniales. Su cultivo dependía de la práctica de la esclavitud, que se suprimió en 1888.
En 1784 los misioneros capuchinos llevaron las primeras semillas de café a Venezuela desde el Brasil, mientras que a Colombia llegaron desde las Antillas francesas. Los primeros cultivos en pequeña escala se registraron en los últimos tiempos coloniales, sobre todo en el departamento del Magdalena, en 1785.

#### En las colonias británicas de América del Norte
Cuando el café alcanzó las colonias británicas (que después serían EE. UU.), no tuvo inicialmente tanto éxito como había tenido en Europa, ya que los colonos lo veían como un pobre sustituto del alcohol. Sin embargo, durante la guerra de la Independencia, la demanda de café aumentó hasta tal punto que los distribuidores tuvieron que agrupar las escasas existencias y subir los precios drásticamente; parte de ello se debió a la disponibilidad reducida de té de los mercaderes británicos. El consumo de café entre los estadounidenses aumentó durante principios del siglo XIX, tras la guerra de 1812, que había acabado con el acceso a las importaciones de té. Esta escasez de té y la gran demanda de café durante la guerra de la Independencia, así como muchos adelantos en la tecnología para la elaboración de la bebida, cimentaron la posición del café como un producto de consumo diario en Estados Unidos.

#### SigloXIXen Colombia
En Colombia las primeras plantaciones a mediana escala se registraron en 1808 en Santander y en 1813 Ignacio Ordóñez de Lara fue el primero en contar con un cultivo de 7000 palos de café. En la región del Cundinamarca fue Tyreel Moore quien en 1867 estableció los primeros cultivos y Mariano Ospina Rodríguez los introdujo en el departamento de Antioquia. En el departamento de Caldas, en el llamado eje cafetero colombiano, los responsables fueron Eduardo Walker, en la jurisdicción de La Cabaña y Antonio Pinzón, en el Águila y para 1890 el café se volvió la base de la economía regional. En 1886, Simón López lo extendió a la ciudad de Pereira, de donde partió la expansión del cultivo a zonas del Quindío, Tolima y el Valle del Cauca.

#### SiglosXIXyXXen España
En España, a finales del siglo XIX y principios del XX, también los intelectuales se reunían en cafeterías, algunas de las cuales son en la actualidad auténticas instituciones: Café Gijón (Madrid, 1888), Café Novelty (Salamanca, 1905) o el Café de Fornos (Madrid, 1907), entre otros.

### Popularidad en Occidente hasta nuestros días

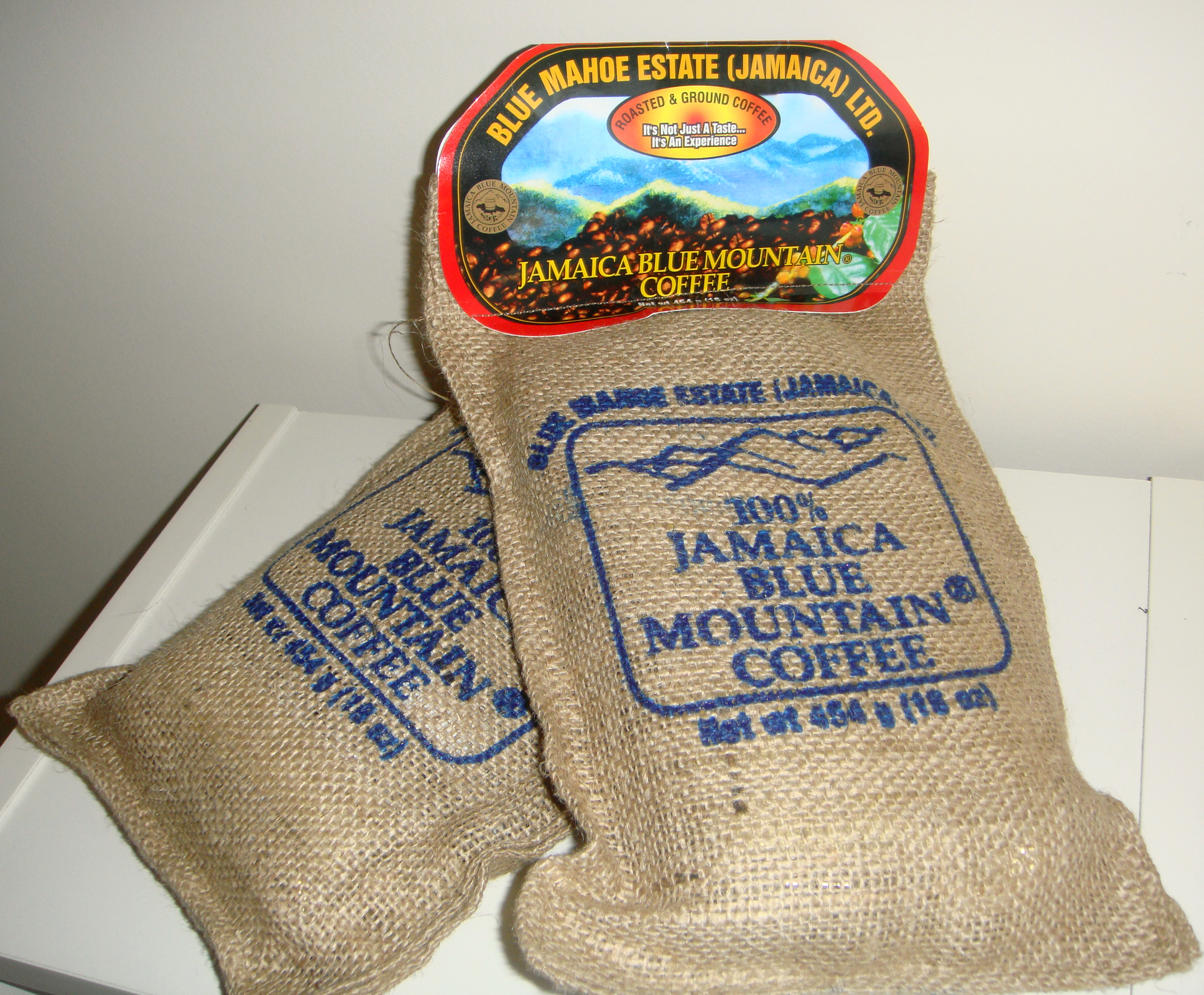
El café jamaicano Blue Mountain es uno de los cafés más caros del mundo

Durante el siglo XVIII, la bebida se hace popular en Europa, y los colonos europeos introducen el cultivo del café en numerosos países tropicales, como un cultivo de exportación para satisfacer la demanda europea. En el siglo XIX, la demanda en Europa era a menudo superior a la oferta y estimuló el uso de distintos sustitutos con un sabor similar, como la raíz de achicoria (véase la sección sobre sustitutos).
Las principales regiones productoras de café son América del Sur (particularmente Brasil y Colombia), Vietnam, Kenia y Costa de Marfil. Hawái tiene una pequeña producción de café de gran calidad y elevado precio, pero entre las numerosas variedades desarrolladas, el café más caro y famoso sigue siendo el Blue Mountain procedente de Jamaica. Colombia y Perú poseen numerosas plantaciones de café ecológico de alta calidad que están empezando a ganar reconocimiento mundial. Durante varias décadas en los siglos XIX y XX, Brasil fue el mayor productor y monopolista virtual en el comercio del café, hasta que una política de mantenimiento de altos precios generó oportunidades de negocio a otros productores, como Colombia, Costa Rica, El Salvador, Guatemala, Indonesia, México, Perú y Venezuela.
Los cafés gourmet son preparados casi exclusivamente con variedades de alta calidad de café arábica, y entre los granos de arábica más finos del mundo utilizados para preparar café expreso están el Blue Mountain de Jamaica, el colombiano Supremo, el Tarrazú de Costa Rica, el Antigua de Guatemala y el sidamo de Etiopía.

## Sociología
Hay estudios sobre el café y sus implicaciones sociales, como el elaborado por Anthony Giddens:
- Valor simbólico: Para muchos occidentales, tomar una taza de café por la mañana es un rito personal, que se repite con otras personas a lo largo del día.
- Utilización como estimulante: Muchos beben café para darse un «empujón adicional». Algunos grupos, como los mormones, prohíben su consumo.
- Relaciones sociales y económicas: El cultivo, empaquetado, distribución y comercialización del café son actividades de carácter global que afectan a diversas culturas, grupos sociales y organizaciones dentro de esas mismas culturas, así como a miles de individuos. Gran parte del café que se consume en Europa y en los Estados Unidos se importa de Sudamérica y de otras partes del mundo.
- Desarrollo social y económico anterior: Las «relaciones en torno al café» actuales no siempre existieron. Se desarrollaron gradualmente y podrían desaparecer en el futuro.[36]

## Cultivo y producción

### Plantaciones

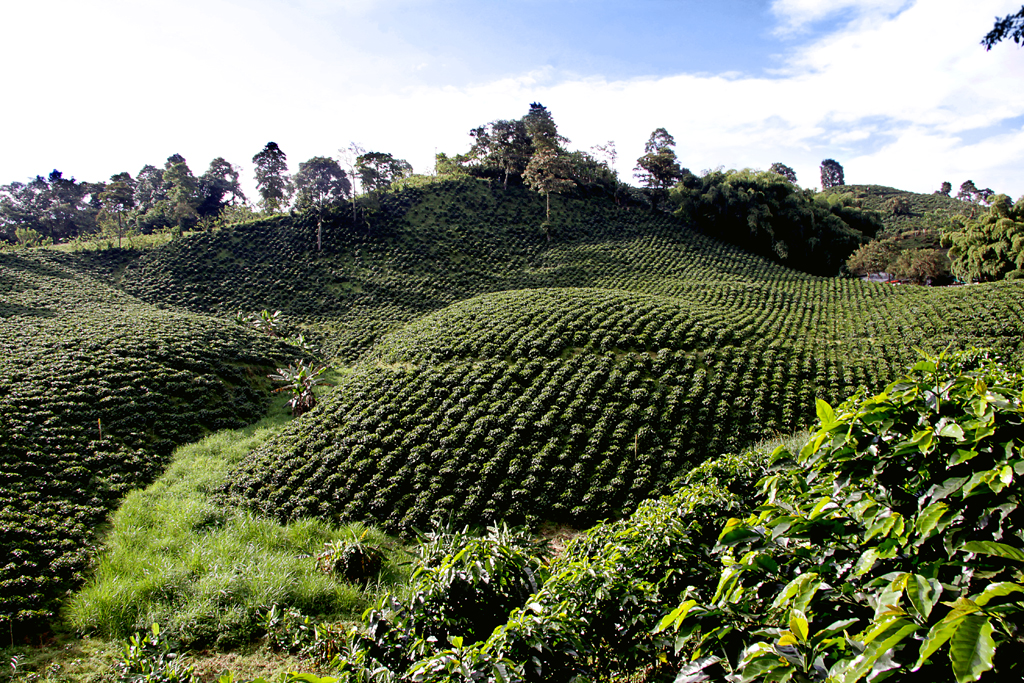
Plantación de café en Colombia

Aunque la imagen de las plantaciones de café (las llamadas zonas cafeteras o zonas cafetaleras) se asocie a menudo con la de inmensos terrenos que se pueden encontrar en diversos países, según un informe de 2004 la producción mundial de café proviene, alrededor de un 70 %, de explotaciones principalmente familiares de superficie inferior a 10 hectáreas, incluso generalmente por debajo de cinco hectáreas.
Al tratarse de pequeños agricultores, el cultivo del café da trabajo a un enorme número de personas, ya que la recolección, muy raramente mecanizada, requiere un tiempo de mano de obra importante, que constituye la parte fundamental del coste de producción. Así pues, según una fuente de 2007, solo en Brasil, se estima que hay alrededor de 220 000 plantaciones de café que le dan trabajo a más de 3,5 millones de personas, y también en Brasil, el sector da empleo a unas 8,4 millones de personas y la producción está dividida en 300.000 fincas.
Un cafeto joven necesita tres a cuatro años para comenzar a producir frutos, alcanzando su mayor productividad a los seis u ocho años. A continuación el arbusto puede vivir numerosas décadas, pero es comercialmente viable solo hasta los veinticinco o treinta años. La copa se rebaja para evitar un excesivo desarrollo en altura.
Las plantaciones pueden hacerse completamente al descubierto, lo que facilita la organización de las operaciones de cultivo y aumenta la producción frutal al aprovechar al máximo la radiación solar, siempre y cuando no haya otros factores limitantes como la fertilidad del suelo, la disponibilidad de agua, entre otros; sin embargo tiene la desventaja de disminuir la longevidad de la planta y de requerir fertilizantes y pesticidas. Por otra parte, las plantaciones pueden hacerse a semisombra —se habla de café de sombra—, lo que mejor se corresponde con la autoecología de la especie, pero reduce la productividad y complica la gestión. Hay numerosos métodos de cultivo de sombra, desde la plantación directa en bosque hasta combinaciones de árboles de refugio cortados en función de la fase de fructificación de los cafetos o hasta sistemas de policultivo. Las plantaciones de sombra inducen generalmente una mejor biodiversidad, aunque muy variable en calidad según los sistemas empleados y en relación con el estado inicial natural.

### Obtención del grano

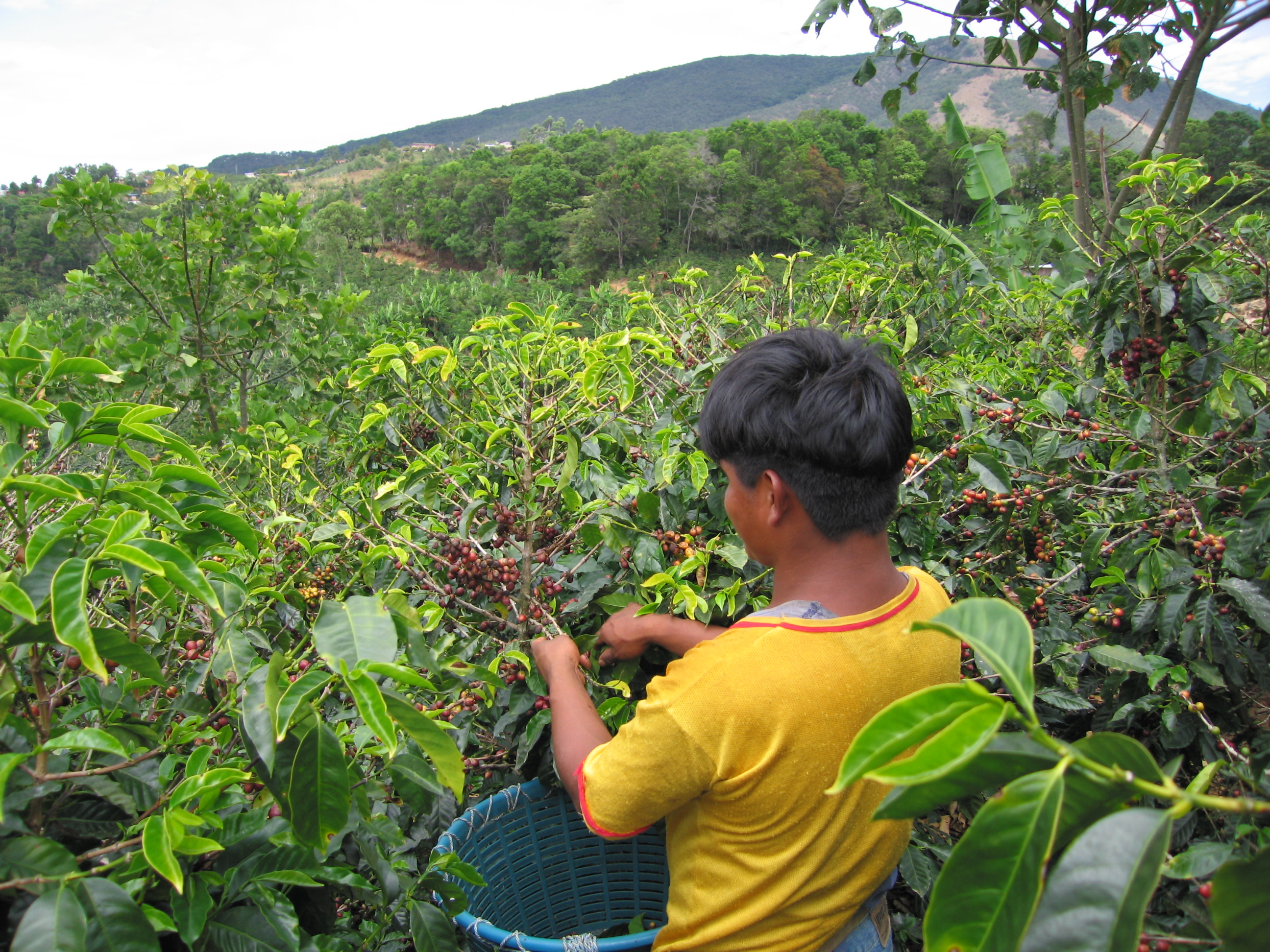
Trabajador recolectando café en Costa Rica

#### Recolección del fruto
Cuando los frutos llegan a la madurez —de siete a nueve meses después de la floración para el arábica, nueve a once meses para el robusta—, puede comenzar la cosecha del café. Esta época varía de acuerdo al clima y la altitud; por ejemplo, en Java se producen tres cosechas anuales, por lo que la recolección se extiende prácticamente durante todo el año, mientras que en Brasil la cosecha se realiza de mayo a septiembre y en Colombia de marzo a abril y de noviembre a diciembre.
La recolección se realiza principalmente en forma manual y selectiva, recogiendo solo las cerezas de café maduras y evitando dañar las yemas de las ramas, lo que implica tener que repasar en varias oportunidades el mismo arbusto, pero que obtiene las mejores variedades de café. El trabajador va dejando las cerezas recolectadas en un canasto que lleva atado a la cintura; cuando el canasto se llena, se llenan unos costales que el mismo trabajador transporta a la zona de beneficio. Alternativamente al desgrane selectivo, se ha ocupado una técnica de «sobado», que está desaconsejada porque daña la planta y reduce su productividad.
Otra forma de recolección es el raspado o despalillado de la rama del cafeto, que arranca todos los frutos, independiente de su madurez, por lo que se debe seleccionar con cuidado el momento de la cosecha de manera de maximizar la cantidad de frutos en su punto. Los frutos caen sobre el suelo o sobre lonas; luego se separan por venteo las impurezas que pudieran haber caído. La presencia de frutos verdes producen un café más ácido, pero esto se puede evitar si se separan dichos frutos de lo recolectado.
En Brasil y Hawái también se usa la cosecha mecanizada, que se basa principalmente en hacer vibrar las ramas hasta que los frutos caen.

#### Separación de los granos de café
Una vez cosechados los frutos, también llamados «café cereza», deben procesarse para retirar pulpa y mucílago y así obtener el grano recubierto por el pergamino, denominado «café pergamino» o «café verde».
Inicialmente las cerezas de café recién cogidas se procesan, ya sea mediante el método seco o el húmedo, y se deben tratar el mismo día de su cosecha a riesgo de que comience la fermentación y los granos se manchen.

##### Método seco

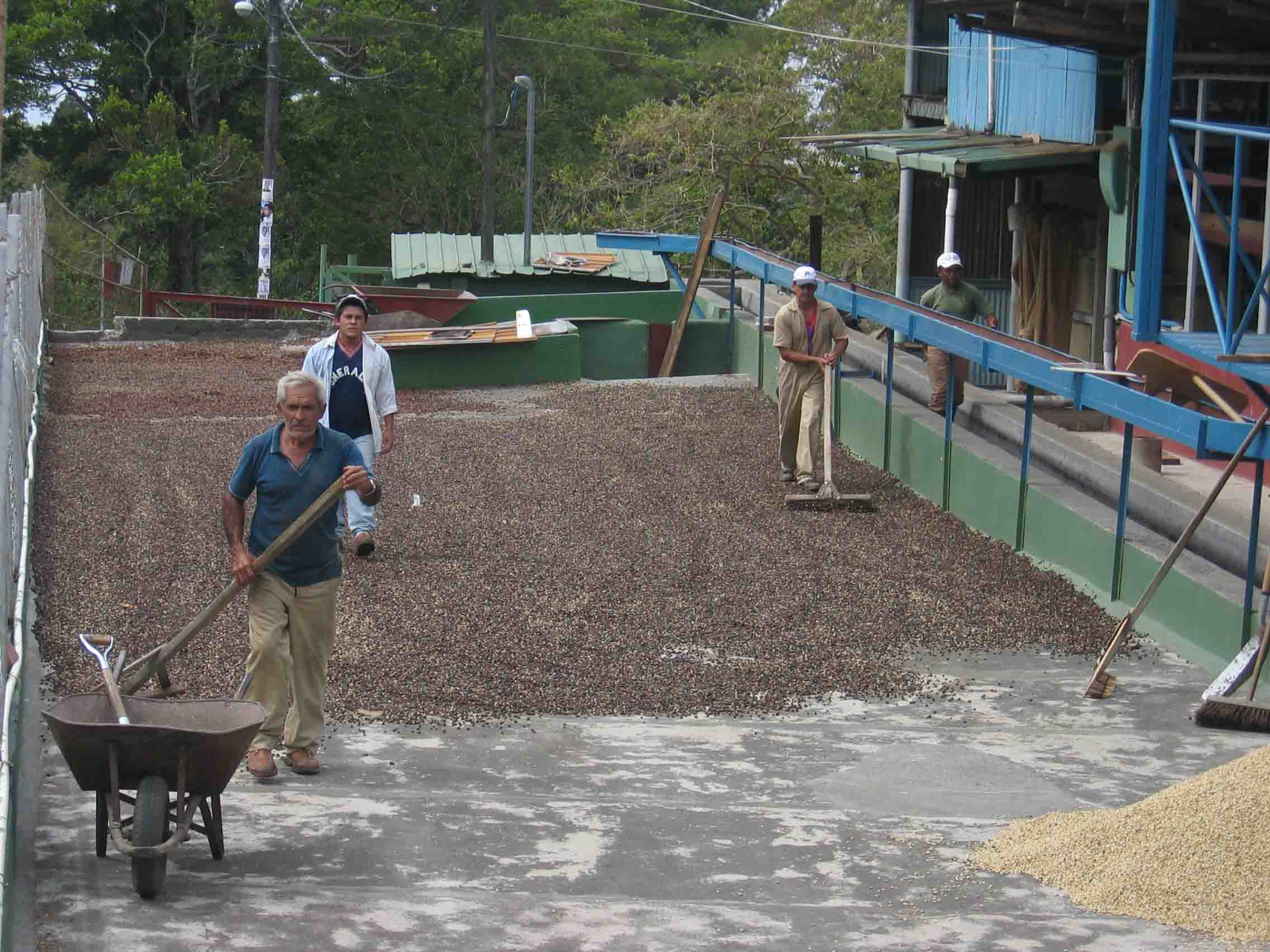
Sistema de secado tradicional de las cerezas de café al sol en Boquete, Panamá.

Se emplea el proceso seco para el café robusta y gran parte del café arábigo de Brasil, Etiopía, Haití y Paraguay así como para parte del café arábigo de Ecuador e India. Los frutos se extienden en tendales de cemento en capas de ocho centímetros de espesor, que deben removerse varias veces al día. Durante la noche, los frutos deben amontonarse y cubrirse con una lona. Así se secan las cerezas de café al sol, durante diez a veinte días, hasta que se obtiene un 12,5 % de humedad y el llamado «café bola». Dicho café es una bola de color castaño oscuro en cuyo interior resuenan los granos.
El café bola pasa al proceso de pilado, donde se muele para eliminar la capa exterior (constituida por epicarpio, mesocarpio y endocarpio). El grano resultante se denomina «café natural» o «café oro». Los subproductos pueden servir como combustible, como alimento para animales o como compost.

##### Método húmedo

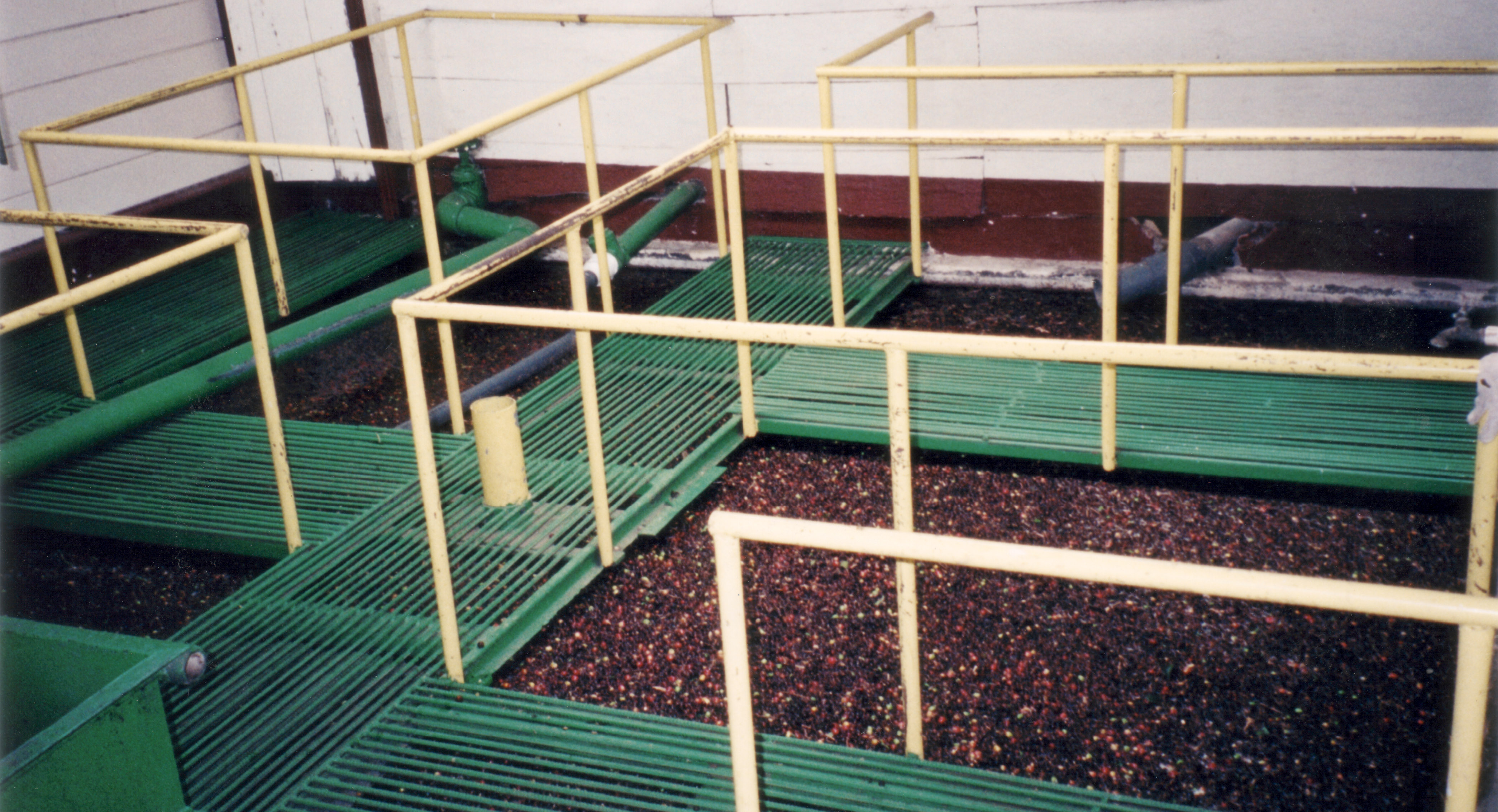
Clasificación de las cerezas de café por separación en cubas de agua

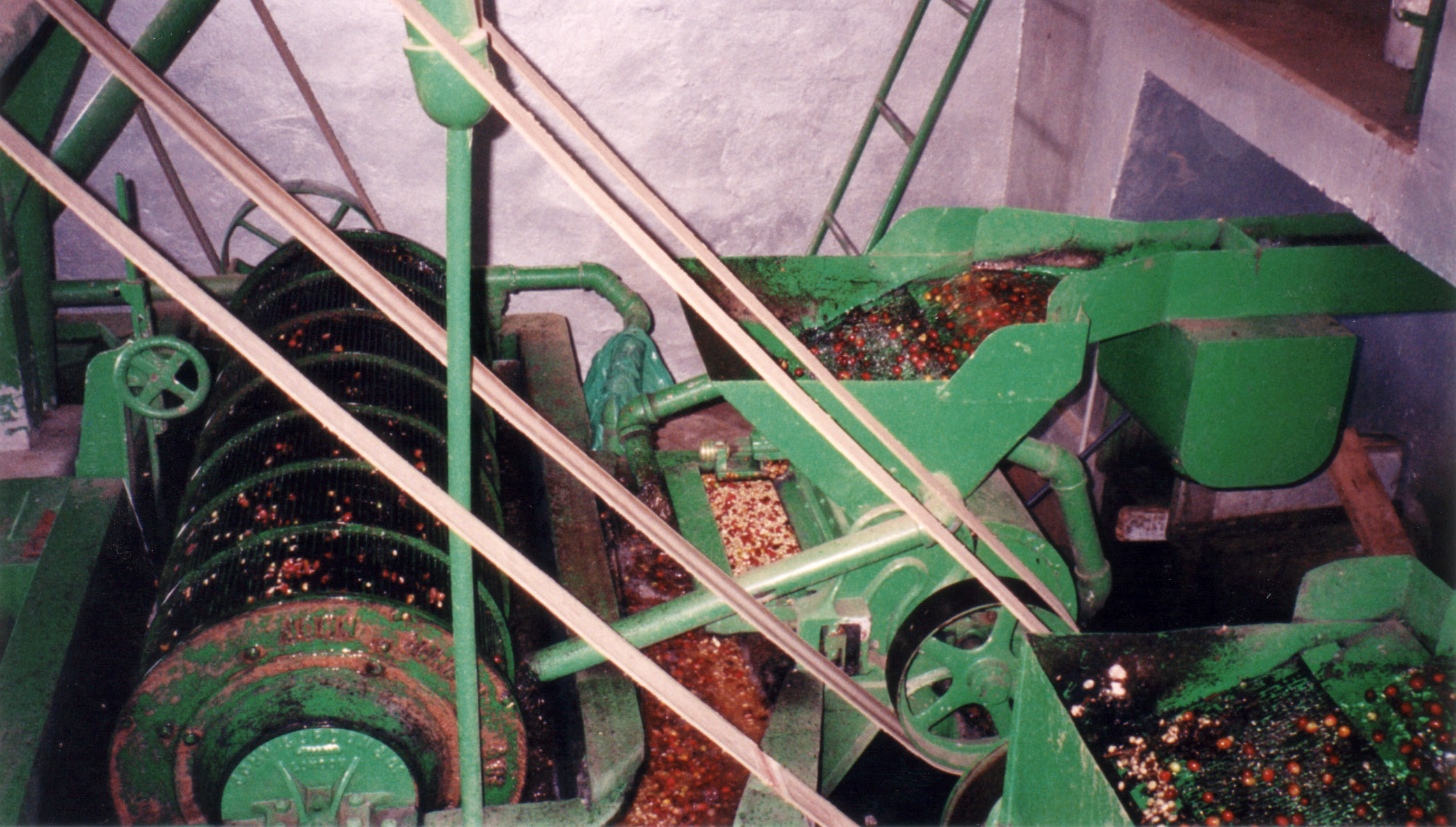
Despulpado del café

Por otra parte, el proceso húmedo se utiliza en Colombia, Costa Rica, Guatemala, El Salvador y Kenia.
Las cerezas de café maduras se sumergen en agua para eliminar las más livianas y la basura, luego se procesan en máquinas despulpadoras para quitar la capa exterior y parte del mucílago que se encuentra debajo de esta. La despulpadora debe estar calibrada de acuerdo al tamaño del grano para evitar que el café resulte dañado en el proceso. Se obtiene por una parte el llamado «café baba» —que es el grano recubierto por el pergamino y parte del mucílago—, y la pulpa, que puede usarse como compost.
En seguida, es necesario fermentar el café baba en los tanques respectivos. Este proceso enzimático descompone las capas remanentes de mucílago y toma típicamente veinticuatro horas, dependiendo de la temperatura ambiental. El agua mucilaginosa, llamada aguas mieles, es un afluente que puede causar serios problemas de contaminación, al descargarlo directamente a los arroyos o ríos.
El proceso húmedo requiere una gran cantidad de agua y puede provocar serios problemas de contaminación. Se puede reciclar la mayoría del caudal para economizar agua, y, al hacer esto, se concentra el contenido de enzimas en el agua, para el proceso de producción de pulpa, y esto facilita la fermentación. El agua utilizada para el lavado final puede verterse directamente a los ríos, pero el otro afluente debe pasar por los pozos de filtración.
Luego de un lavado final, el café (ahora llamado «pergamino») se seca al sol o artificialmente. Luego, el café se descascara para quitar la capa plateada y la de vitela, produciendo el café en grano «limpio» o «verde» que se comercializa internacionalmente. Los desechos de este proceso pueden aprovecharse como abono, como combustible para el secado del café o para generar gas combustible.
El café puede conservarse protegido por su propia cáscara durante un cierto tiempo. Algunas cosechas incluso se envejecen para mejorar el sabor del café.[cita requerida]

### Tratamiento del grano

#### Clasificación

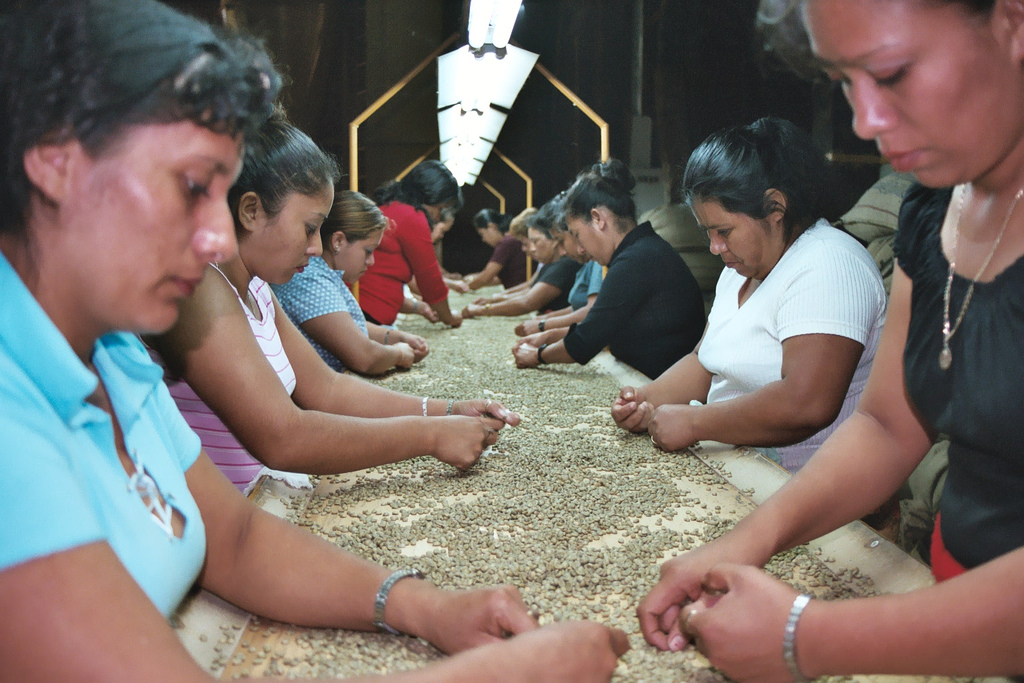
Clasificación de los granos de café

El café se clasifica con el fin de eliminar cualquier grano descompuesto, descolorado o dañado. La selección puede mecanizarse, en las instalaciones industriales, con ayuda de cámaras con CCD, pero esta operación se hace a menudo manualmente, en los países en desarrollo. Además, se clasifican los granos por tamaño.

#### Pulido
En algunos casos los granos de café se pulen para quitar la piel de plata. Esto se hace para mejorar el aspecto de los granos.

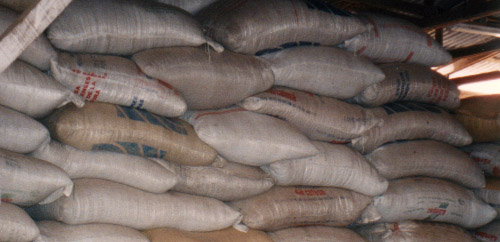
Café verde almacenado en sacos

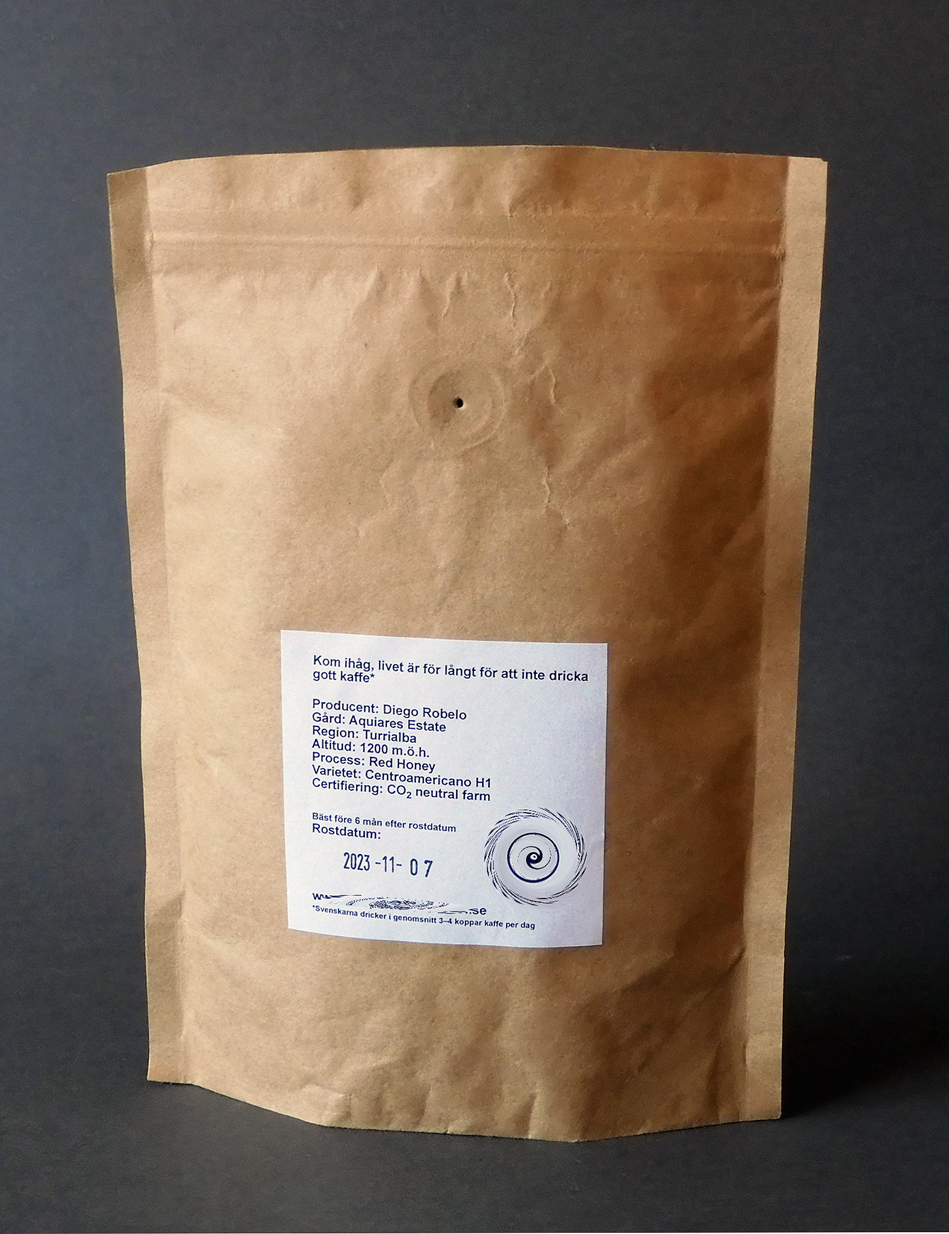
Bolsa especial para café con cierre rápido y válvula unidireccional que libera la humedad para evitar el moho

#### Almacenamiento
El café verde es bastante estable si se almacena de forma correcta. Los granos deben tener una humedad de alrededor de 12 % al momento de ser ensacados, porque de otra forma surgen hongos y mal olor; el saco debe ser de fibra —tal como yute o fique— para permitir la ventilación de su contenido; el saco estándar para el comercio internacional es de 70 kg. La bodega debe ser fresca, limpia y ventilada.

#### Envejecimiento
Todo el café, cuando fue introducido en Europa, venía del puerto de Moca, en lo que se conoce actualmente como Yemen. Para importar los granos a Europa, el café iba en barcos en un trayecto muy largo rodeando el continente africano. Estos largos viajes y la exposición al aire del mar cambiaba el sabor del café. Una vez que el canal de Suez fue abierto, el tiempo del trayecto hacia Europa se redujo enormemente y comenzó a llegar café cuyo sabor no había sido alterado. En cierta medida, este café más fresco fue rechazado porque los europeos se habían acostumbrado al sabor anterior.
Para intentar lograr un sabor parecido al anterior, parte del café se envejecía en grandes almacenes al aire libre en los puertos durante seis o más meses en un intento de simular los efectos de los largos viajes por mar.
Aunque todavía se debate ampliamente, se cree que ciertos tipos de café verde mejoran con los años; especialmente aquellos valorados por su baja acidez, como los cafés de Indonesia o India. Varios de los productores de estos cafés venden granos de café que han sido envejecidos unos tres años, y algunos llegan incluso a ocho años. Sin embargo, la mayor parte de los expertos en café están de acuerdo en que el punto más alto de sabor y frescura del café se logra un año después de la cosecha, ya que los granos de café envejecidos en exceso pierden gran parte de su contenido en aceites esenciales.

#### Tueste y torrefacción
Llegados a su destino, los granos son tostados, lo que desarrolla su aroma y les da su color oscuro. En algunos países, el tueste se hace añadiendo hasta un 15 % de azúcar a los granos de café, en cuyo caso el proceso se denomina torrefacción y el café resultante, con un sabor algo más vigoroso y granos de brillo aceitoso a consecuencia del caramelo depositado, café torrefacto. En la torrefacción, hay quienes utilizan café de peor calidad y otros que no.
Con el tueste, los granos aumentan su tamaño. Al principio de la aplicación del calor, el color de los granos verdes pasa a amarillo, luego a marrón canela. Es en ese momento cuando el grano pierde su humedad. Cuando la temperatura en el interior alcanza alrededor de 200 °C, salen los aceites de los granos. En general, cuanto más aceite hay, más sabor tiene el café.
Durante el tueste, los granos se agrietan de una forma similar a la de las palomitas de maíz que explotan bajo calor. Hay dos momentos de «explosión» que se utilizan como indicadores del nivel de tueste alcanzado.

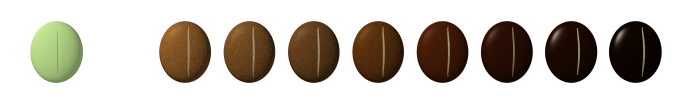
Niveles de tueste: rubio, canela, medio, ropa de monje, marrón, marrón oscuro, francés (o seminegro), italiano (negro).

Los granos se vuelven más oscuros y liberan aún más aceite hasta que finaliza el tueste, y son retirados de la fuente de calor.
El nivel o grado de tueste, lo que se refiere al color del café, es un indicador utilizado por tostadores y vendedores para definir el perfil sensorial que un café posee.
Sin embargo, con el ascenso del café de especialidad, el enfoque sobre la calidad del café y el control del tueste, se comprende que es más importante el perfil del tueste que el color final del grano tostado. En palabras sencillas, el perfil de tueste define el tiempo, la temperatura y el incremento de esta en el grano durante el tueste, además de los parámetros como presión de gas, aire y la velocidad de rotación del tambor que el tostador utiliza.
Independientemente de los colores finales, un tostador tiene que saber cómo el proceso de tueste afecta al desarrollo del grano y cómo los compuestos saborizantes se forman o se degradan durante este proceso; esto con el objetivo de lograr el perfil sensorial deseado. Existen ciertos patrones que el tostador puede seguir:
- Cuanto más tiempo se tueste el café, menor será la intensidad de la acidez.
- Cuanto más se tuesta el café, mayor será la intensidad del cuerpo o la textura que una persona percibe en su paladar.
- En promedio, el pico de acidez se alcanza entre un tueste claro y uno medio.
- A un tueste medio se le atribuye una mayor intensidad de aromas, es decir, un cierto equilibrio entre los aromas, el dulzor y la acidez.
- El amargor en el café depende más del proceso de tueste que de la cantidad de cafeína (1,2 % en arábica y 2,4 % en robusta). La reacción de Maillard y la degradación de ciertos compuestos en el café resultan en un sabor más amargo.[cita requerida] Por esto, un café de tueste oscuro o tostado durante más tiempo tendrá siempre un amargor más pronunciado que uno de tueste claro.[69]

Los sabores que normalmente se le atribuyen a los distintos niveles de tueste son:
- Tueste claro: Predominan sabores cercanos al origen. Es decir, cercanos a la variedad y el procesamiento. En este tipo de tueste, el café puede tener una acidez pronunciada, un dulzor medio y una textura baja. Si no se tuesta suficiente y el grano queda crudo en el interior, el café no tendrá la solubilidad necesaria, por lo tanto se podrían percibir sabores a cereales o a cartón durante una cata o degustación.
- Tueste medio: Da como resultado un perfil sensorial equilibrado entre aromas, dulzor y textura. Es el tueste que normalmente se utiliza cuando se cata para analizar el potencial del café. A este nivel, el café logra la mayor intensidad de los sabores más importantes.
- Tueste oscuro: Un tueste oscuro no significa que el café esté quemado o carbonizado. De hecho, si el café revela aromas y sabores a ceniza o carbón, se trata de un error de tueste. En cambio, uno bien tostado de tipo oscuro revela notas achocolatadas con una textura pronunciada y una acidez baja.

Hasta el siglo XIX, se compraban los granos verdes y su tostado se hacía con estufa. En 1900, la empresa Hill Brothers inventa el envasado al vacío de café tostado, que conservaba el sabor y aroma por más tiempo. Esto cambiaría la forma de consumir café y acabó con las tostadoras locales.
A continuación los granos se muelen.

#### Descafeinamiento
La semilla del cafeto contiene un 2 % de cafeína. Ya en 1943 se comprobó que un gramo diario de cafeína, absorbido durante una semana, basta para inducir un cuadro carencial o síndrome de abstinencia.[cita requerida] El descafeinamiento es un procedimiento cuyo objetivo consiste en proporcionar el sabor del café, pero sin los efectos excitantes de la cafeína.
El primero en llevar a cabo el procedimiento fue el químico alemán Friedlieb Ferdinand Runge en 1820 después de que su amigo, el poeta Goethe, le sugiriera que analizara los componentes del café para descubrir la causa de su insomnio. Runge también fue el descubridor de la cafeína.
Sin embargo, el verdadero progreso técnico trascendental no se produjo hasta la vuelta del siglo, en 1903, cuando Ludwig Roselius, un importador alemán, decidió pretratar los granos de café con vapor antes de ponerlos en contacto con el solvente extractor de la cafeína. De esta forma, al aumentar la superficie de los granos húmedos e hinchados se facilitaba la eliminación de la cafeína, haciendo posible producir café descafeinado a escala comercial por primera vez. El café descafeinado se introduce en Estados Unidos bajo la reconocida marca Sanca (derivado de sans caffeine, o sea, «sin cafeína» en francés). Posteriormente la marca fue adquirida por la compañía de alimentos General Foods.
La disminución del contenido en cafeína se hace a costa de las cualidades gustativas. Se utilizan varios métodos. El principio general, basado en él de Roselius, consiste en empapar los granos en agua, extraer la cafeína del líquido así obtenido por adición de solvente orgánico o por adsorción sobre carbón activo, y finalmente volver a empapar los granos en el líquido empobrecido en cafeína para que reabsorban los otros compuestos siempre presentes. El solvente, principalmente el acetato de etilo que se encuentra en los frutos, nunca está en contacto con los granos, solo con el agua con la cual se empapa el grano. Existe también un método de descafeinamiento que utiliza un chorro de dióxido de carbono bajo presión.
En la actualidad el proceso de descafeinización se realiza de tres maneras:

##### Tratamiento con agua
Los granos de café humedecidos se empapan en agua mezclada con extracto de café verde al que se le ha reducido previamente la cafeína, aunque también se realiza el lavado solamente con agua. Un fenómeno de ósmosis atrae la cafeína de la alta concentración de los granos a la baja concentración del disolvente. Los granos ya descafeinados se secan con aire caliente. En cuanto al agua con la cafeína disuelta, se bombea esta a través de un filtro de carbón activo que absorbe la cafeína, pero deja otros compuestos adicionales que añaden sabor al café, así ya está lista para utilizarse con nuevos granos. Es el agua mezclada con extracto de café verde que se nombraba al inicio.

##### Proceso de cloruro de metileno
Este método emplea cloruro de metileno como disolvente químico. Los granos verdes se humedecen en agua para que la superficie del grano se vuelva porosa, y se dejan en remojo en cloruro de metileno hasta que la cafeína se haya disuelto. El disolvente se elimina mediante un evaporador y después se lavan los granos. Después de ello se secan con aire caliente. El cloruro de metileno se reutiliza para posteriores procesos de descafeinado.

##### Tratamiento con dióxido de carbono
Se hace circular dióxido de carbono entre los granos, dentro de tambores que funcionan a una presión de 250 a 300 atmósferas. A estas presiones, el CO2 adquiere propiedades únicas que le confieren una densidad similar a la de un fluido y la capacidad de difusión de un gas, lo que le permite penetrar en los granos y disolver la cafeína. El CO2 rico en cafeína se canaliza a través de un filtro de carbón vegetal que la absorbe, permitiendo que este vuelva al circuito y a los tambores. Los granos ya descafeinados se secan con aire caliente.
De los tres procesos, el lavado con cloruro de metileno es el más utilizado por su relación coste/resultado, no obstante los cafés descafeinados de alta calidad sufren un proceso de descafeinado por dióxido de carbono.
Para su realización se suelen usar frutos de la variedad Coffea arabica cultivados a alta altura (SHG en su denominación en inglés) por su baja concentración en cafeína en relación con otras variedades, como Coffea canephora, que pueden contener el doble de cafeína.

### Café producido bajo estándares ambientales o laborales
Se utilizan varias clasificaciones para etiquetar el café producido bajo ciertos estándares ambientales o laborales. Por ejemplo, el bird-friendly o el shade-grown se producen en las regiones donde la sombra natural (producida por los árboles) se utiliza para proteger las plantas del café durante parte de la estación de crecimiento. El café orgánico se produce bajo estrictas pautas de certificación, y se produce sin utilizar pesticidas artificiales potencialmente dañinos. El café convencional es producido utilizando más pesticidas que cualquier otro cultivo agrícola —el algodón es el segundo—. El café de comercio justo es producido por pequeños productores de café; garantizando para estos productores un precio mínimo. Cuando el precio de mercado es más alto que el precio mínimo, los productores venden el café al precio de mercado. La principal organización que supervisa actualmente las prácticas comerciales de comercio justo del café en el Reino Unido es la Fairtrade Foundation.

## Variedades del café

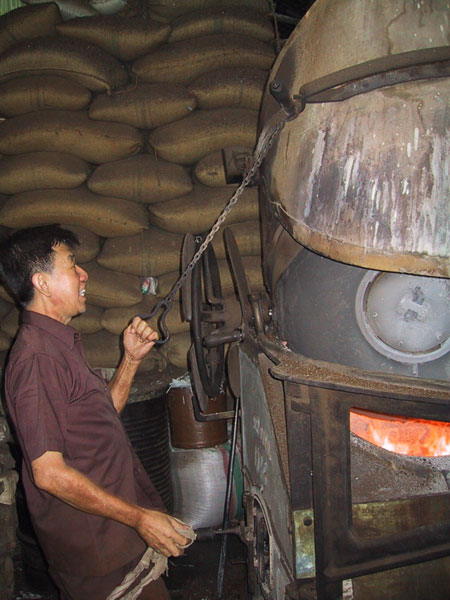
Tueste en horno de fundición (Toko Aroma en Bandung, Indonesia).

Existen dos grandes especies genéticas o especies, Cafeto Arabica (Coffea Arabica) y Cafeto Robusta (Coffea Canephora). Luego, según las características botánicas de la planta hay múltiples variedades y subvariedades (distinguiéndose por el terreno, la altura, el clima o el régimen de lluvia en los que se pueden cultivar). A su vez según el tamaño del grano, se distinguen más de una decena de clases (siendo tipo AA la denominación del más grande). Además, los granos se clasifican según sabor (los criterios sobre el sabor incluyen términos como «cítrico» o «terroso»), contenido, cuerpo y acidez. Éstos dependen del ambiente local donde crecen las plantas de café, su método de proceso, y la subespecie genética o varietal. Así, los cafés presentan un gran abanico de sabores, y las variedades más valoradas y más raras alcanzan precios muy elevados. Existen varias mezclas que pueden combinarse con el café cappuccino, afogatto, moka, latte, machiato, espresso, americano, caramel, entre otros, principalmente muchos han optado por mezclar el café con diversos tipos de saborizantes, por el ejemplo mezclarlo con nuez, caramelo, chocolate, nuez de macadamia, curacao azul, tamarindo, incluso con pulque y maíz azul, ya que es una bebida que se puede mezclar con muchos tipos de saborizante, tanto artificiales, como naturales.

### Arábica
Es la especie original. Surgió en la región de la actual Etiopía. Es la más cultivada (aproximadamente el 75 % de la producción mundial), aunque requiere condiciones más exigentes de cultivo.
Su sabor es más complejo y contiene más sutilezas respecto del robusta.

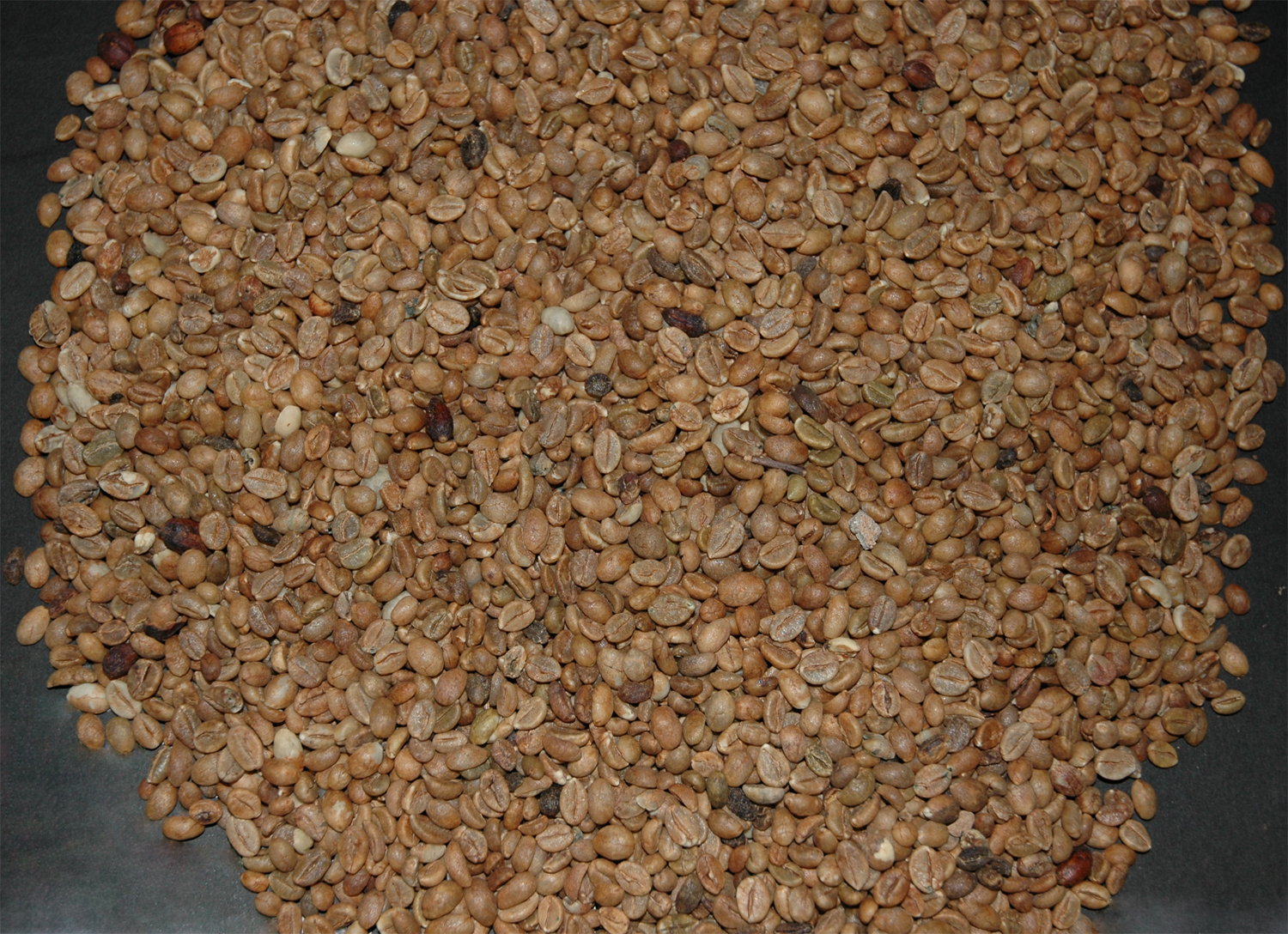
Granos de café sin tostar de la especie Coffea Canephora - Robusta

- Tarrazú de Costa Rica. Del valle de Tarrazú, en las montañas del exterior de San José; el café arquetipo del estado es La Minita.
- Huehuetenango de Guatemala. Crece a partir de los 1500 m s. n. m. (metros sobre el nivel del mar) en la región del norte, una de las regiones más remotas de Guatemala en las que se cultiva café.
- Harrar de Etiopía. De la región de Harar, Etiopía.
- Yirgacheffe de Etiopía. De la zona de la ciudad de Yirga Cheffe.
- Aricha de Etiopía. Sidamo, en el sur de Etiopía.[71]
- Sidamo de Etiopía. De la antigua provincia de Sidamo, hoy Oromía, Etiopía.
- Kona hawaiano. Crece en las laderas de Hualalai en el distrito de Kona en la Gran Isla de Hawái.
- Café Blue Mountain de Jamaica. De la región de las Montañas Azules en Jamaica. Debido a su popularidad, alcanza un precio alto en el mercado.
- Java. De la isla de Java, en Indonesia. Este café fue tan comerciado que «java» se convirtió en un término del argot para denominar al café.
- Kenya AA. De Kenia. El «AA» es una clasificación de la calidad en el sistema de subastas del café en Kenia. Procede de cualquiera de varios distritos. Conocido entre los entusiastas del café por tener un sabor «ácido».
- Mandheling y Lintong de Sumatra. Lintong debe su nombre al distrito Lintong, situado al norte de Sumatra.
- Toraja Kalossi de Célebes. Crece en grandes altitudes en la isla de Célebes en el centro del archipiélago de Malay en Indonesia. Kalossi es una pequeña ciudad del centro de Célebes que sirve como punto de recolección del café y Toraja es el área montañosa donde crece el café. Célebes muestra un cuerpo rico, con una acidez equilibrada (ligeramente mayor que la del Sumatra) y es multidimensional en carácter.
- Moka. Café yemení comercializado a través del que fuera el gran puerto de Moca. Se cree que el moka fue el primer café utilizado en mezcla, junto a granos de Java. No debe confundirse con el estilo de preparación (café con cacao).
- Peaberry de Tanzania. Crece en el monte Kilimanjaro, en Tanzania. Peaberry significa que los granos vienen de una cereza (fruto del café) que solamente contiene una semilla (un grano) en lugar de las dos habituales. Los peaberries suelen aparecer con una frecuencia del 5 % aproximadamente en cualquier cosecha.
- Kopi Luwak (o café de civeta). Es el café obtenido a partir de granos de café que han sido digeridos por la civeta (Paradoxurus hermaphroditus). Parece ser que al pasar por el tracto intestinal, los granos de café son alterados químicamente y pierden parte de su amargura, se cree asimismo que la predilección de la civeta por granos de alta calidad contribuye al sabor de este café.
- Sierra Nevada de Santa Marta, Colombia. Cosechado por los indios arhuacos. Además, en Colombia se cultivan las variedades Maragogype, Caturra, Typica y Bourbon.

### Robusta
Originario de la República Democrática del Congo (antes «Congo Belga»), el cafeto robusta es una planta más resistente y menos exigente a la hora de sus condiciones de cultivo. Así, es un cultivo que rinde más, ya que puede ser cultivado en terrenos llanos, lo que aumenta la cantidad de plantas por superficie.
Es de sabor intenso, con mayor contenido de cafeína (dos veces más que el arábigo) y con mayor acidez. Resulta una infusión más densa (con más cuerpo). Es menos aromático y más simple respecto del arábica. Es la especie con que se fabrica casi la totalidad de los cafés instantáneos y los molidos económicos para cafeteras de filtro.

### Mezclas oblends
A menudo se realizan mezclas de cafés para conseguir combinaciones equilibradas o complejas, y existen muchas mezclas populares. Una de las mezclas tradicionales más antiguas es la de Moka-Java, combinando granos de ambos tipos de planta. Las particulares notas de sabor chocolateado de la moka dieron lugar a la popular bebida condimentada con chocolate, el café moca, que se pudo haber inventado en circunstancias donde no había disponibles granos de moka. Hoy en día, la mezcla de Moka-Java se lleva a cabo a menudo con otras variedades para proporcionar diversidad. Además de las mezclas comercializadas, muchas cafeterías tienen su propia firma «mezcla de la casa».
Algunas variedades de granos son tan conocidas y demandadas que son mucho más caras que otras. Los cafés Montaña azul de Jamaica y el Kona hawaiano son quizás los ejemplos más importantes. Estos granos se mezclan a menudo con otras variedades, más económicas, y se le añade el término «mezcla» al etiquetado, como por ejemplo «Mezcla Montaña azul» o «Mezcla de Kona» aunque contengan solamente una pequeña cantidad del café mencionado.

## Consumo y preparación de la bebida

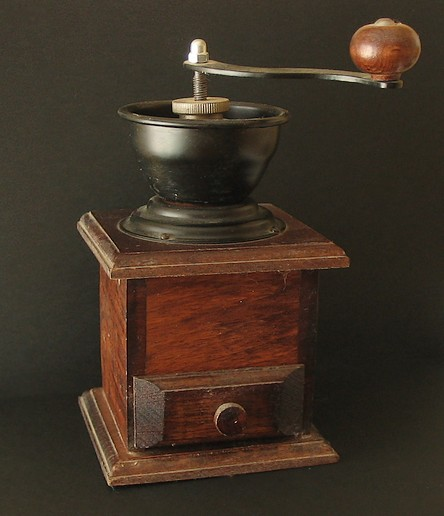
Molinillo de mano para café, de estilo antiguo.

### Molienda
El grado de espesor de la molienda tiene un impacto importante en el proceso de elaboración de la bebida, y es crítico saber combinar la consistencia del grado de fineza del café con el método de elaboración para poder extraer un sabor óptimo de los granos tostados. Los métodos de la elaboración del café que exponen la molienda de café a agua calentada durante mucho tiempo necesitan que las partículas tengan un mayor grosor que si, en cambio, se utilizan métodos más rápidos. Los granos que se muelen demasiado para un determinado método de elaboración expondrán demasiada área superficial al agua caliente y producirán un gusto amargo y áspero. En el otro extremo, si se muele poco y se dejan partículas excesivamente gruesas, se producirá un café débil, acuoso y falto de sabor.
El índice de deterioro aumenta cuando el café está molido, como resultado de la mayor área superficial expuesta al oxígeno. Con el aumento de la preparación y consumo del café de especialidad, se ha hecho muy popular moler los granos en casa justo antes de elaborar la bebida, y hay disponibles muchos aparatos electrodomésticos que permiten realizar este proceso.
Existen varios métodos para producir la molienda de café para elaborar la bebida:
- Molienda: basada en dos elementos giratorios que machacan o que «rasgan» el grano con menos riesgo de quemarse. Las cuchillas pueden tener forma redonda o cónica; las últimas son más silenciosas y se atascan menos. Las cuchillas «muelen» el café a un tamaño razonablemente constante, lo que produce una extracción más uniforme cuando se elabora la bebida. Los expertos en café consideran que el molinillo es el único método aceptable de moler el café.
  - Los molinillos con cuchillas cónicas preservan la mayor parte del aroma y producen una molienda con partículas muy finas y constantes. El diseño intrincado de las cuchillas de acero permite una alta reducción del engranaje para reducir la velocidad de molienda. Cuanto más lenta es la velocidad, menos calor se transmite al café molido, preservando así la máxima cantidad de aroma. Debido a la amplia gama de cuchillas, estos molinillos son ideales para toda clase de aparatos de café: expreso, goteo, percoladores, prensa francesa. Los mejores molinillos cónicos pueden moler extraordinariamente bien el café para la preparación del café turco. La velocidad a la que muele se sitúa generalmente por debajo de las 500 rpm.
  - En los molinillos con cuchillas en forma de disco, las cuchillas giran a una velocidad normalmente mayor que las cuchillas cónicas de los otros molinillos y como resultado los primeros tienden a transferir algo más de calor al café. Representan la manera más económica de conseguir una molienda constante en una amplia gama de aplicaciones. Son ideales para el uso doméstico.
- Picado: La mayoría de molinillos modernos realmente pican el grano en pedazos (y algunos bebedores de café utilizan simplemente una licuadora casera para realizar el proceso). Aunque gozan de una vida mucho más larga antes de que se desgasten las cuchillas, los resultados son peores, produciendo una molienda poco homogénea y, en consecuencia, darán lugar a una extracción inconsistente y a un producto degradado en la taza.
  - Las picadoras de cuchilla hacen los granos pedazos con una cuchilla girando a muy alta velocidad (de 20 000 a 30 000 rpm). Este café molido tiene partículas grandes y pequeñas y está más caliente que el café molido en molinillos. Las picadoras de cuchilla crean «polvo de café» que puede estorbar encima de los tamices de las máquinas de expreso y en las prensas francesas. Este tipo de picadoras son adecuadas solamente (en teoría) para máquinas de café por goteo, aunque incluso aquí el producto es inferior. También pueden hacer un gran trabajo moliendo especias y hierbas. No se recomiendan para el uso con máquinas de expreso con bomba.
- Machacado: El café turco es producido por infusión con una molienda de una fineza casi impalpable. En ausencia de un molinillo con una calidad suficiente, la única forma fiable de alcanzarlo es golpear los granos en un mortero.

### Infusión

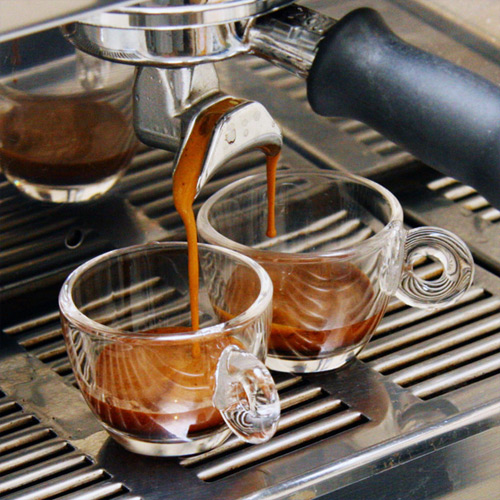
Café expreso con la cremosidad que lo distingue y espuma marrón rojiza

La bebida se obtiene por infusión del café molido en agua caliente. Existen numerosas variantes de este método:
- El café turco (o café griego), preparado haciendo hervir en el agua el café molido muy finamente, tres veces. (Se trata del método más antiguo).
- El café expreso (del italiano espresso), preparado haciendo pasar rápidamente agua caliente bajo presión a través del café molido.
- El ristretto (en español significa ‘restringido’), todavía más corto que el café expreso. La variación de esta bebida consiste en poner más café en el porta-filtros o maneral, dejándolo el mismo tiempo de extracción, y el resultado es una bebida concentrada, con tonos de crema obscura y con abundantes sabores amargos (no siempre).
- AeroPress, un método artesanal que básicamente utiliza el mismo mecanismo que una máquina de expreso, solamente que manual. El instrumento es de plástico y es muy parecido a una jeringa, pero grande. En la punta se le pone un filtro de papel. Combina ambos métodos mencionados anteriormente, dando como resultado sabores concentrados y frutales.
- Chemex, donde el agua caliente se vierte sobre el café molido en la parte superior del instrumento y se infusiona en el filtro cónico, filtrándose por gravedad y cayendo en la parte inferior del recipiente. El filtro grueso de papel produce un café con menos aceites y más claridad en los sabores.[72]
- Cafetera de émbolo, también conocida como prensa francesa. Se deposita el café con una molienda gruesa en el recipiente de vidrio y luego se vierte el agua a una temperatura ideal de 92 °C y se deja reposar por 4 minutos, colocando el émbolo sobre el recipiente para conservar la temperatura. El filtro metálico de este método no es tan eficiente como los filtros de papel en la retención de aceites, resultando en un café más concentrado y con mayor textura.

Idealmente, para conservar su sabor y frescura, el café debe molerse justo antes de la infusión, máximo una hora antes. Por deseo práctico, frecuentemente se comercializa ya molido y al vacío.

Taza de café solo

Existen infinidad de métodos de consumo del café, aunque uno de los principales suele ser con azúcar añadida. En ocasiones se le añade chocolate o especias como la canela, nuez moscada, cardamomo o una rodaja de limón y hielo. Generalmente se sirve caliente, pero recientemente se han ido extendiendo bebidas congeladas a base de café. En algunos países es costumbre tomarlo también con hielo.

### Cafeteras
Hay numerosos aparatos para la preparación de café. Además de la cafetera de goteo y la cafetera expreso, últimamente se han creado y retomado diferentes cafeteras como el dripper (cono de goteo), chemex, aeropress, sifón, clever y prensa francesa, etc., para valorar diferentes características de la infusión que en el expreso no se pueden degustar.

### Café «rápido»

#### Café instantáneo o soluble
El café instantáneo o café soluble se compone de sólidos solubles de los granos de café a los que solamente se necesita añadir agua caliente para obtener una bebida de café.

##### Consumo del café instantáneo o soluble

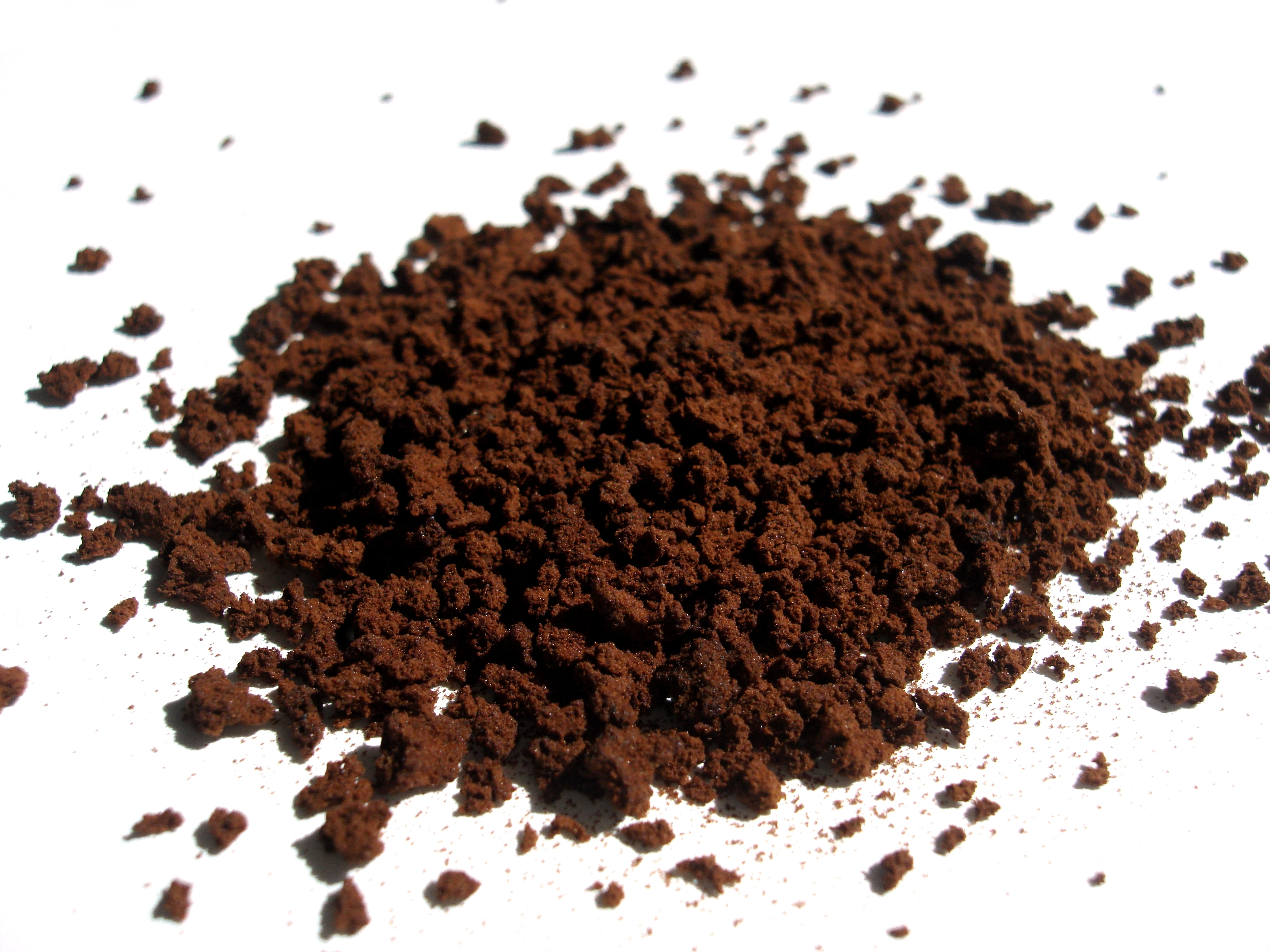
Café instantáneo o café soluble

La facilidad de preparación del café instantáneo podría favorecer el consumo de una dosis excesiva. No hay que olvidar que el café, aunque es una sustancia cotidiana, es psicoactiva, y consumir una cantidad elevada en poco tiempo resulta tóxico. Por lo tanto, los recipientes de café soluble deben incluir en su etiquetado la cantidad de café del recipiente con la que se forma una dosis. Además, esos recipientes pueden ser alejados del alcance de los niños.
→ Conviene recordar que el café en polvo (instantáneo o soluble) no debe ser confundido con la cafeína en polvo; una cucharadita de cafeína en polvo puede contener casi 17 veces más concentración de cafeína que una dosis de café en polvo (instantáneo o soluble), y casi 30 veces más concentración de cafeína que una dosis (una taza) de café expresso (café solo).  Por ello, el dosificar cafeína pura con cucharilla como si fuese un simple café instantáneo puede conducir fácilmente a una grave intoxicación (quizás letal). 
Acerca de las diferencias entre el café instantáneo o soluble y el café normal, una dosis de café instantáneo tiene habitualmente 1,75 veces más cafeína que una dosis de café normal, pues el café normal sería preparado en cafetera o máquina de cápsulas, de manera exacta, mientras que el café instantáneo o soluble sería preparado un tanto a ojo, y hay una cierta tendencia de los consumidores a excederse.

##### Producción
Para obtener el café instantáneo o café soluble, se utilizan dos procesos distintos: el secado por aspersión y la liofilización. El secado por aspersión se realiza dentro de una cámara de secado, donde se atomiza el extracto y se pone en contacto con aire caliente. En la liofilización, el secado se realiza por la congelación a bajas temperaturas del extracto y la posterior sublimación del agua a bajas presiones. En los dos casos, se tuesta el café (a temperaturas de entre 190 y 210 °C) y a continuación es molido y se extraen los sólidos solubles con agua caliente en una operación llamada extracción sólido - líquido. El líquido obtenido, llamado extracto, se centrifuga y luego se elimina el agua por etapas. Al final, queda un producto en polvo o granulado que se puede disolver otra vez en agua para ser consumido. El café obtenido equivale aproximadamente a un 40 % del peso del café verde.

##### Historia
Hay varias personas que están consideradas como inventor del café instantáneo. Se sabe, por ejemplo, de cuatro hombres que presentaron un café que se pudo disolver en agua caliente en los primeros años del siglo XX: el japonés Sartori Kato en 1900, el estadounidense Cyrus Blanke en 1906, alrededor del mismo tiempo el guatemalteco-alemán Federico Lehnhoff y en 1910 un belga con el nombre de George Washington. Sin embargo, se debe a Federico Lehnhoff y George Washington el primer esfuerzo que llevó a su fabricación comercial.[cita requerida] Hay sugerencias de que Washington se inspiró viendo polvo seco en el borde de una taza de café de plata. Federico Lehnhoff Wyld vendió más tarde su proceso de fabricar café instantáneo en Europa. Ya que Lehnhoff era el médico de cabecera de Washington, se ha sugerido que el descubrimiento no fue independiente.[cita requerida]

#### Café embotellado o enlatado
El café en bote es una bebida que ha sido popular en países asiáticos durante muchos años, en especial en Japón y Corea del Sur. Las máquinas expendedoras suelen vender varias variedades de café en bote, pudiendo elegir también entre caliente y frío. Dado el agitado estilo de vida de los habitantes coreanos de la gran ciudad, las compañías han enlatado sobre todo el café con una amplia variedad de sabores. Los almacenes y tiendas de comestibles japoneses también tienen una amplia disponibilidad de bebidas de café en botella de plástico, normalmente azucarado y mezclado ligeramente con leche. En los Estados Unidos frecuentemente se vende café congelado en botellas de cristal y una bebida de expreso conservada, azucarada y mezclada ligeramente con crema. También existen otras bebidas de café prefabricado, pero tienden a ser menos populares. En Australia el café helado está disponible extensamente tanto en pequeños cartones como en botellas. Y en Colombia se produce la malteada de café.

#### Concentrado de café líquido
Otro tipo de café preparado es el concentrado de café líquido. El concentrado de café es una pasta obtenida de una infusión de café de la cual se ha eliminado gran cantidad de agua. Según el grado de concentración del producto, el concentrado de café puede ser estable a temperatura ambiente o bien requerir congelación para su conservación. Las características del producto final serán el resultado de la materia prima empleada.
El concentrado de café se emplea principalmente en situaciones institucionales grandes donde el café necesita ser producido para miles de personas a la vez ya que por simple dilución de la pasta se puede obtener gran cantidad de café listo para tomar. Las máquinas usadas para procesarlo pueden producir hasta 500 tazas a la hora, o 3600 si se precalienta el agua.

#### Café en cápsulas
Desde mediados de los años 2000 una nueva modalidad para degustar el café que ha ganado en popularidad son las cápsulas. Contienen una dosis de café de diferentes modalidades y sabores y permiten elaborar café de manera rápida en máquinas fabricadas con este propósito. Una cápsula de café es una dosis para una porción (de aprox. 7 g) de café en polvo en una bolsita de filtro (parecida a una bolsita de té), con la cantidad suficiente para una taza de café. Las cápsulas de café no se pueden utilizar en una máquina de café convencional, sino en una máquina de café determinada (normalmente del mismo fabricante).

## Conservación y almacenaje del café fabricado
El café debe ser guardado en un lugar seco, oscuro, fresco y sellado al vacío (sin oxígeno).

## Efectos del café en la salud
Se han estudiado bastante los efectos del café en la salud; parece ser que el consumo de café es generalmente seguro dentro de los niveles habituales de ingesta, con estimaciones resumidas que indican que son mayores los beneficios a los daños, en población general. (Para poblaciones específicas, como gestantes o niños, la evidencia es menor).
Según la Autoridad Europea de Seguridad Alimentaria (EFSA), 200 ml (una taza) de café de filtro contiene 90 mg de cafeína. En un estudio de 1997, los participantes sintieron efectos positivos como por ejemplo una concentración mejorada, con dosis de hasta 250 mg de cafeína por día, y a partir de 500 mg empezaron a sentir efectos negativos como por ejemplo ansiedad. Sin embargo, hay que tener en cuenta que el contenido de cafeína varía según el método de preparación del café y que la reacción del cuerpo a la cafeína depende del peso, del estado de la salud, de los medicamentos usados y de otros factores. Si se toman las cifras de la EFSA y si la persona que consuma el café no reacciona más sensiblemente a la cafeína que la población media, se pueden beber hasta 2,75 tazas de 200 ml de café de filtro al día para ingerir no más de 250 mg de cafeína.
La revisión de un total de 201 metaanálisis publicada en 2017 encontró una reducción en la mortalidad general, en el riesgo cardiovascular, en enfermedades neurológicas o en cáncer, con la ingesta de café, pero había problemas con el bajo peso al nacer, parto prematuro en gestantes y fracturas u osteoporosis en mujeres postmenopáusicas. El exceso de café (más de cuatro tazas al día) parece perjudicar la salud, según una revisión de estudios de la Universidad de Granada.
Un conocido efecto del café es su acción contraria al sueño (si el café no es descafeinado y contiene cafeína), aunque el posible insomnio puede evitarse si se realiza un consumo moderado de café y si se evita el mismo después de la tarde (en cuanto la intención sea dormir de noche; de otro modo, para evitar el insomnio provocado por la cafeína siempre conviene evitar el consumo de café al menos unas cuatro horas antes de intentar ir a dormir).[cita requerida]
Se conocen efectos positivos de la cafeína para disminuir o sedar directamente las cefaleas, lo que explica que existan fármacos como la cafiaspirina.[cita requerida]
Varios estudios han encontrado relaciones entre el consumo de café y varios padecimientos, desde la diabetes y las enfermedades cardiovasculares hasta el cáncer y la cirrosis. Los estudios son contradictorios en cuanto a los beneficios para la salud que supone el consumo de café, y se extraen resultados similares en cuanto a los efectos negativos del consumo. Además, a menudo no está claro si esos riesgos o beneficios están ligados a la cafeína o bien a otras sustancias químicas presentes en el café (y si el café descafeinado tiene los mismos beneficios y riesgos).[cita requerida]
Un hallazgo más o menos consistente ha sido la reducción de la diabetes mellitus tipo 2 en los consumidores de café, asociación que no puede ser explicada solo por el contenido en cafeína, dado que, de hecho, puede ser mayor con el café descafeinado.
El efecto vasodilatador de la cafeína parece ser útil para inhibir el blefaroespasmo (tic o contracción involuntaria de los párpados), por otra parte estudios provisionales sugieren que la vasodilatación en las arterias uterinas provocada por la dosis de cafeína que puede encontrarse en 200 mg (tres pocillos) o más al día puede inducir a abortos espontáneos en mujeres gestantes (tales conclusiones son provisionales).[cita requerida]
Asimismo, se ha vinculado a la cafeína como irritante del sistema digestivo, por lo cual deben evitar consumir esta bebida las personas que sufran o tengan antecedentes de gastritis o úlcera péptica.[cita requerida]
En el 2018, se ha encontrado que en el proceso de tostado del café se produce acrilamida, una sustancia que se va generando en los alimentos muy cocinados o quemados, y de la que es sospechada que es cancerígena. Y, aunque las compañías cafeteras aseguran que la sustancia se produce a niveles insignificantes, no pudieron, sin embargo, demostrar que no representa un riesgo para la salud. Adicionalmente, ha sido descubierto que algún café de venta al público superaba en 42 veces el nivel de acrilamida recomendable, en lo cual puede influir la falta de transparencia en su elaboración, de homologaciones, y el hecho de que haya inspecciones de calidad o no.
Además de todo lo anterior, se produce en cantidades elevadas un efecto diurético, por lo que se limita el consumo al tener algún padecimiento renal ya que agrega un trabajo excesivo en los riñones. También el café tiende a acidificar el pH, favoreciendo así la desmineralización del organismo. Además produce invariablemente en todos los casos alteraciones nerviosas por sus propiedades y algunos neurólogos prohíben su uso en algunos pacientes dados sus efectos que atacan directamente al sistema nervioso central.[cita requerida]
Al café también se le atribuyen propiedades de mejora del intelecto: según Michael Lemonick, periodista de Time, “cuando duermes poco y consumes cafeína cualquier cosa que sea posible de medir mejorará: el tiempo de reacción, el estado vigilante, la atención, el razonamiento lógico; la mayoría de las funciones complejas que se asocian con la inteligencia.” De hecho, un estudio de la Universidad de Seúl asociaba la ingestión de esta bebida con unos menores niveles de ansiedad, ya que el café mermaba la falta de sueño (y, por ende, la ansiedad que ello genera).[cita requerida]
También una taza de café proporciona alrededor del 20 % de la cantidad diaria recomendada de niacina (vitamina B3) y dos tazas de café cubren el 10 % de las necesidades de potasio.[cita requerida]
En el 2023, un estudio del Instituto Imdea Alimentación y del Instituto de Investigación Sanitaria (Incliva) publicado en la revista Nature Communications encontró que el harmol, un compuesto de la familia de las betacarbolinas que se halla en el café, mejora el funcionamiento del músculo esquelético, mejora la tolerancia a la glucosa, la sensibilidad a la insulina y la acumulación de lípidos hepáticos en un modelo de prediabetes.

## Farmacología

Fórmula esqueletal de una molécula de cafeína

Una sustancia química psicoactiva en el café es la cafeína, un estimulante del sistema nervioso central, que ejerce una acción antagonista no selectiva de los receptores de adenosina. El café también contiene beta-carbolina y harmano, ambos inhibidores de la monoamino oxidasa que quizá contribuyen a su efecto psicoactivo.
Las enzimas de un hígado sano descomponen la cafeína. Los metabolitos excretados son sobre todo paraxantinas (la teobromina y la teofilina) y una pequeña cantidad de cafeína sin metabolizar. Por consiguiente, el metabolismo de la cafeína depende de las condiciones del sistema enzimático del hígado.
Se ha demostrado que los polifenoles del café afectan a los radicales libres in vitro, pero no hay evidencia de que este efecto se presente en los seres humanos. Los niveles de polifenol varían en función de cómo se tuesten los granos de café y por cuánto tiempo se tuesten. Según el Instituto Linus Pauling y la Autoridad Europea de Seguridad Alimentaria, los polifenoles de la dieta, como los que se ingieren al consumir café, tienen poco efecto antioxidante después de su ingestión.
El café contiene también otras sustancias químicas.

## Propiedades gustativas

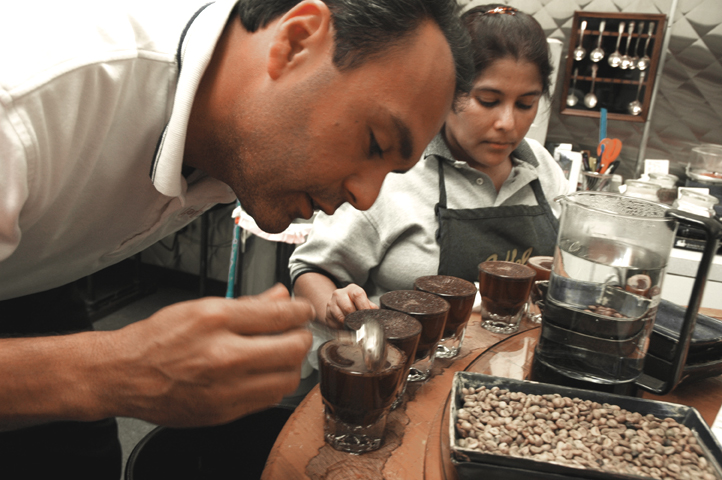
Cata de café en California para su clasificación de forma tradicional

Como en otros productos como el vino, el aroma desempeña un papel preponderante en el placer que da beber una taza de café. Este aroma es percibido por la mucosa nasal directamente, por la nariz o retronasalmente por la faringe cuando los compuestos volátiles remontan hacia la mucosa olfativa.[cita requerida]
Se cuentan al menos 800 compuestos químicos en el café. Su proporción y su naturaleza determinan la especificidad del café en cuestión. Como ejemplo, y para citar algunos compuestos mayoritarios, se encuentra la vainillina, el guaiacol y el 4-etilfuaiacol (fenólicos y especias), el 2,3-butadion (aroma de mantequilla), la 2-metoxi-3-isobutilpirazina (terroso), el metional (patata y azúcar) y el 2-furfuriltiol (aroma, simplemente, de café). Otros compuestos proporcionan sensaciones de avellana, nuez, caramelo y, de manera más sorprendente, de seta, carne, entre otros.[cita requerida]
La mayoría de estos compuestos se deterioran con el aire y la luz, lo que explica el consejo habitual de conservar el café molido en un recipiente hermético al vacío, al resguardo del calor y la luz. Conservar el café en forma de granos y molerlo en el último momento minimiza la superficie de contacto con el aire, y en consecuencia la probabilidad de degradación de los aromas.[cita requerida]

## Otros usos del café

### Café en otros alimentos y en medicamentos

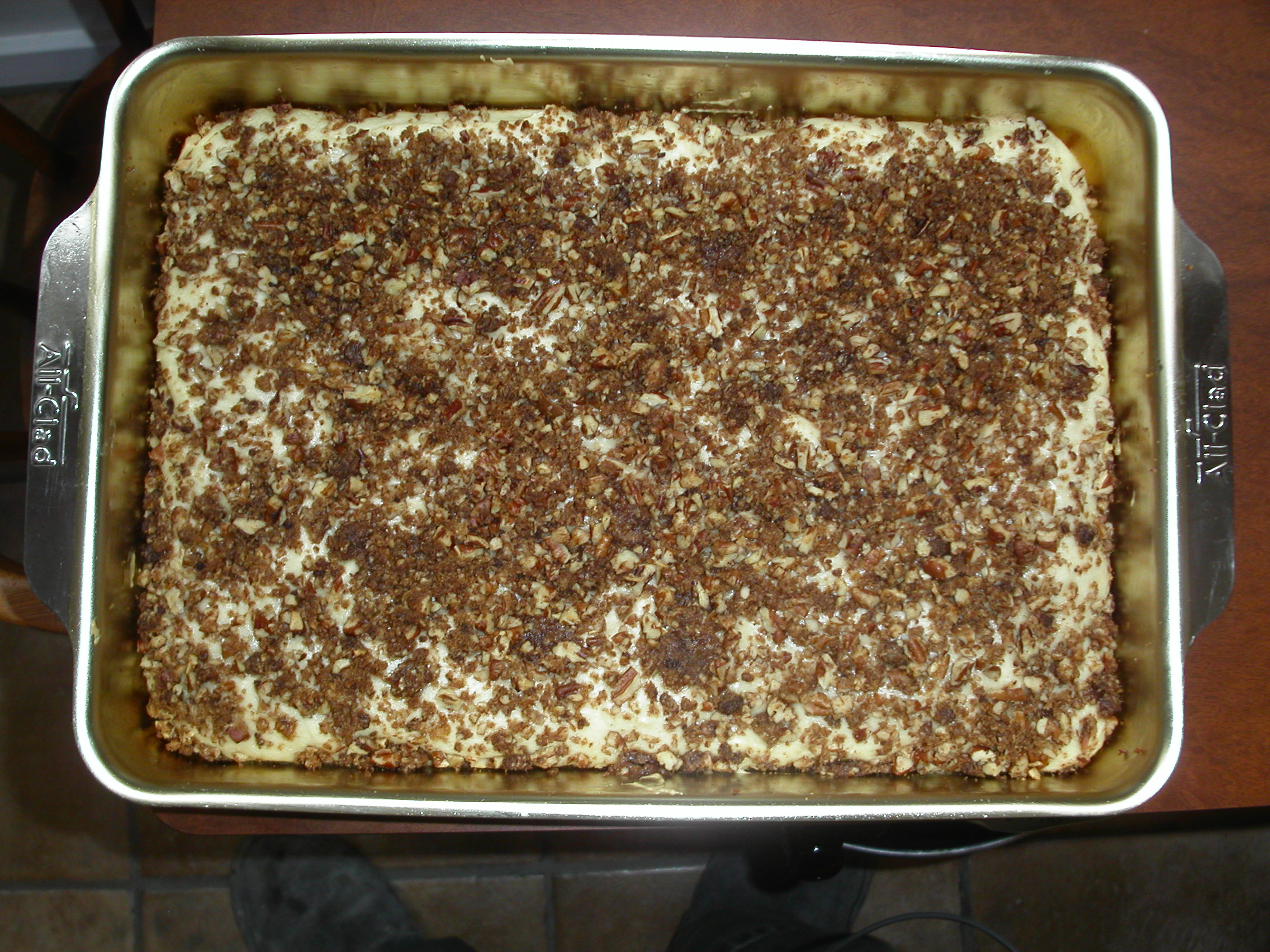
Una tarta de café

El extracto de café se emplea en confitería y en repostería como aromatizante en helados, bombones, etc., así como para hacer el moka tradicional (un bizcocho cubierto de una gruesa capa de crema con mantequilla, azúcar y café), la tarta ópera y el tiramisú.
La cafeína, que puede ser extraída del café, entra, por sus propiedades estimulantes, en la composición de algunos refrescos, principalmente en los de cola. Los granos de café, tras el tostado y la infusión, son destilados con el fin de producir cremas o licor de café.
Además, en la actualidad existen multitud de medicamentos con cafeína, tanto sola como asociada con otros principios activos como en el caso de los analgésicos. Aquellos medicamentos que solo contienen cafeína están indicados oficialmente para casos de cansancio de origen intelectual o físico, aunque se suele recurrir a ellos cuando es necesario mantenerse despierto, como por ejemplo en el caso de los transportistas.

### Café como fertilizante
Los restos de café o posos son buenos fertilizantes para los jardines debido a su alto contenido en nitrógeno. Los restos de café molido también contienen potasio, fósforo, y muchos otros microminerales que ayudan al desarrollo de la planta. Muchos jardineros aseguran que a las rosas les sientan de maravilla los restos de café y cuando se les añade se vuelven grandes y llenas de color. Cuando son añadidos al estiércol vegetal, los restos de café abonan muy rápidamente.

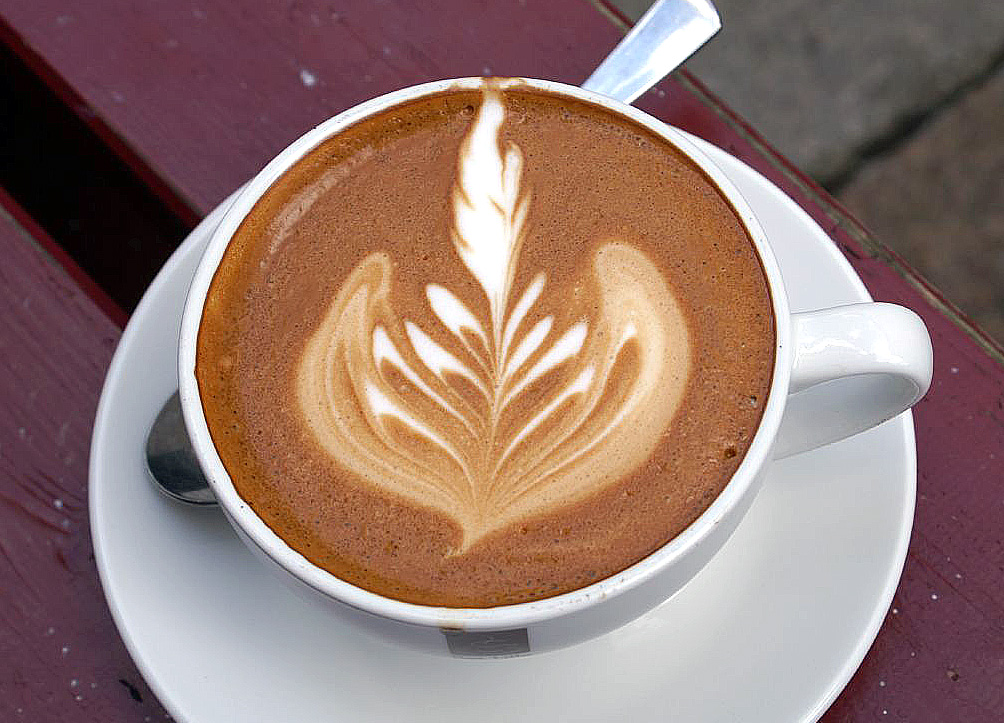
Un ejemplo de arte del latte.

Los restos de café se pueden conseguir de forma económica (normalmente gratis) en tiendas de café locales. Las grandes cadenas de tiendas de café pueden tener una política de utilizar como composta los restos de café o darlos a aquel que los pida.

## Estadísticas económicas

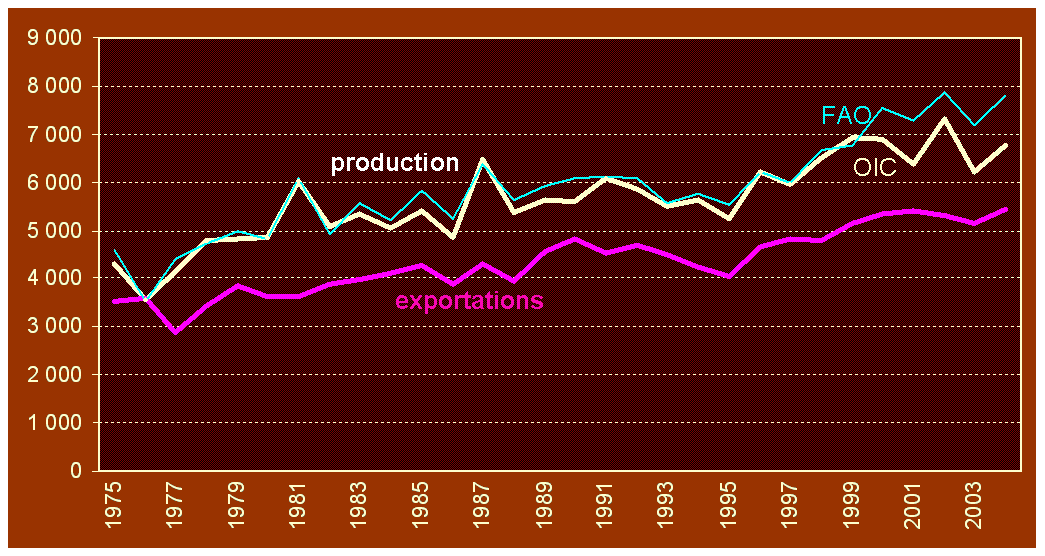
Volumen mundial de café verde producido y exportado entre 1975 y 2004 (en miles de toneladas). Fuente de los datos: bases públicas de la OIC y de la FAO (FAOSTAT).

La estadística del café estima en 125 millones el número de personas que vive del cultivo del café, incluyendo 25 millones de pequeños productores. Cada año se beben 400 000 millones de tazas de café. Por tanto, en juego hay muchos intereses económicos y sociales extremadamente importantes. Respecto al café, la unidad de medida es la bolsa de 60 kg (en Colombia la medida son sacos de 70 kg). La producción mundial es superior a 100 millones de bolsas desde hace varios años (120 millones en 2002, 102 millones en 2003). De esta producción, se exportan más de 80 millones de bolsas cada año (88 millones en 2002, 84 millones en 2003).
Los mayores exportadores del café son los sudamericanos. Colombia, Brasil y Honduras han exportado, desde hace décadas, millones de toneladas de este producto a todo el mundo. Dicen que de cada diez hogares del mundo en los que se consume café en nueve de ellos el café proviene de América Latina, más específicamente de América del Sur, particularmente de Colombia, Venezuela, Brasil, Perú y Ecuador.
Hay que tener en cuenta que el cultivo del café en Vietnam no es realmente tradicional (en 1987 estaba en la 31.ª posición mundial), los vietnamitas solían ser solo consumidores. El acceso a la posición de primer productor de robusta es en realidad el resultado de una voluntad política, fomentada por el Banco Mundial. La llegada extremadamente agresiva de Vietnam al mercado del café combinada con la enorme extensión del cultivo en Brasil son las dos principales razones alegadas para explicar la caída del curso a mediados de los años 90. El descenso de los precios cesó desde 2004.
En 2005 los precios del café subieron (con promedios mensuales del índice ICO de entre 78,79 céntimos de dólar estadounidense por libra en septiembre y 101,44 en marzo). Esta subida fue causada probablemente por un aumento del consumo en Rusia y China, así como una cosecha entre un 10 % y un 20 % inferior a la registrada en años anteriores. Ahora muchos agricultores de café pueden vivir de sus productos, pero no en todas las etapas, pues el aumento del precio del petróleo encarece los costes de transporte, la torrefacción y el empaquetado de los granos de café. Se esperaba que los precios se mantuvieran o que incluso subieran aún más en 2006.

### Producción
| Posición | País      | Toneladas  |
| -------- | --------- | ---------- |
| 1        | Brasil    | 2 681 000  |
| 2        | Vietnam   | 1 542 000  |
| 3        | Colombia  | 754 000    |
| 4        | Indonesia | 669 000    |
| 5        | Honduras  | 475 000    |
| 6        | Etiopía   | 397 000    |
| 7        | India     | 312 000    |
| 8        | Uganda    | 288 000    |
| 9        | México    | 234 000    |
| 10       | Guatemala | 210 000    |
|          | Mundial   | 10 303 122 |

Durante el año 2016 Brasil fue el mayor productor de café verde, seguido de Vietnam, Colombia e Indonesia, mientras que el mayor productor de café suave en el mundo es Colombia, según un artículo de 2015.
Casi la totalidad de la producción mundial[cita requerida] de café es obtenida en el llamado cinturón del café, que se encuentra entre el trópico de Cáncer y de Capricornio. Esta zona cuenta con un clima muy favorable para el cultivo del café y está compuesta en su mayoría por países en vías de desarrollo o subdesarrollados. En muchos casos la exportación de café constituye una parte importante de los ingresos del país y su producción es un gran generador de empleo.
De la producción del café no solo depende un gran número de personas (alrededor de 25 millones de personas en el mundo y sus familias) sino también muchos países productores. Hay zonas alrededor de los grandes lagos de África (en Burundi, Ruanda o Uganda) en las que, a pesar de no figurar entre los principales productores a nivel mundial, el café constituye uno de los principales productos de exportación.
En América, los principales exportadores de café son Brasil (primer exportador a nivel mundial), Colombia (tercer exportador a nivel mundial), Honduras (sexto exportador a nivel mundial), Perú (octavo exportador a nivel mundial) y Guatemala (décimo exportador a nivel mundial).
En el caso peruano, el café es el principal producto agrícola de exportación del país. Se cultiva principalmente el café arábico (Coffea arabica), en las variedades Typica, Bourbón, Pache, Caturra y Catimor. El principal importador del café peruano es Alemania (32 %), seguido de los Estados Unidos de América (22 %), Holanda, Bélgica y Francia. Estos cinco países importan el 74 % del café producido en el Perú.¿Datos de cuándo? Del total de la producción del café peruano, el 27 % corresponde a los cafés especiales y el 73 % a los convencionales. En el rubro de cafés especiales exportados por el Perú, el 56 % es orgánico, el 30 % corresponde a comercio justo, 11 % son sostenibles y el 3 % corresponde a Grado1/Gourmet Premium.¿Datos de cuándo? Asimismo, según un artículo de 2007, 2 millones de peruanos dependen directa e indirectamente de esta actividad. Cabe resaltar, que el Perú es el principal exportador mundial de café orgánico.[cita requerida]
Por otra parte, El Salvador en su momento fue un gran exportador de café en Centroamérica exportando 1.1 millones de quintales de café, mientras que Guatemala exportó 932 000 y Costa Rica exportó 402 000 quintales.¿Cuándo?
En 1825, la producción mundial era de 100 000 toneladas y en 2001 fue de 6 millones.

### Importaciones
| Posición | País           | Sacos (en miles) | Reexportación sacos (en miles) |
| -------- | -------------- | ---------------- | ------------------------------ |
| 1        | Estados Unidos | 27 016           | 3248                           |
| 2        | Alemania       | 21 174           | 12 020                         |
| 3        | Italia         | 8834             | 3182                           |
| 4        | Japón          | 8381             | 92                             |
| 5        | Francia        | 6713             | 1014                           |
| 6        | Bélgica        | 5502             | 4257                           |
| 7        | España         | 5137             | 1636                           |
| 8        | Reino Unido    | 4206             | 1380                           |
| 9        | Países Bajos   | 3407             | 1781                           |
| 10       | Canadá         | 4520             | 1006                           |
|          | Mundial        | 112 372          | 35 575                         |

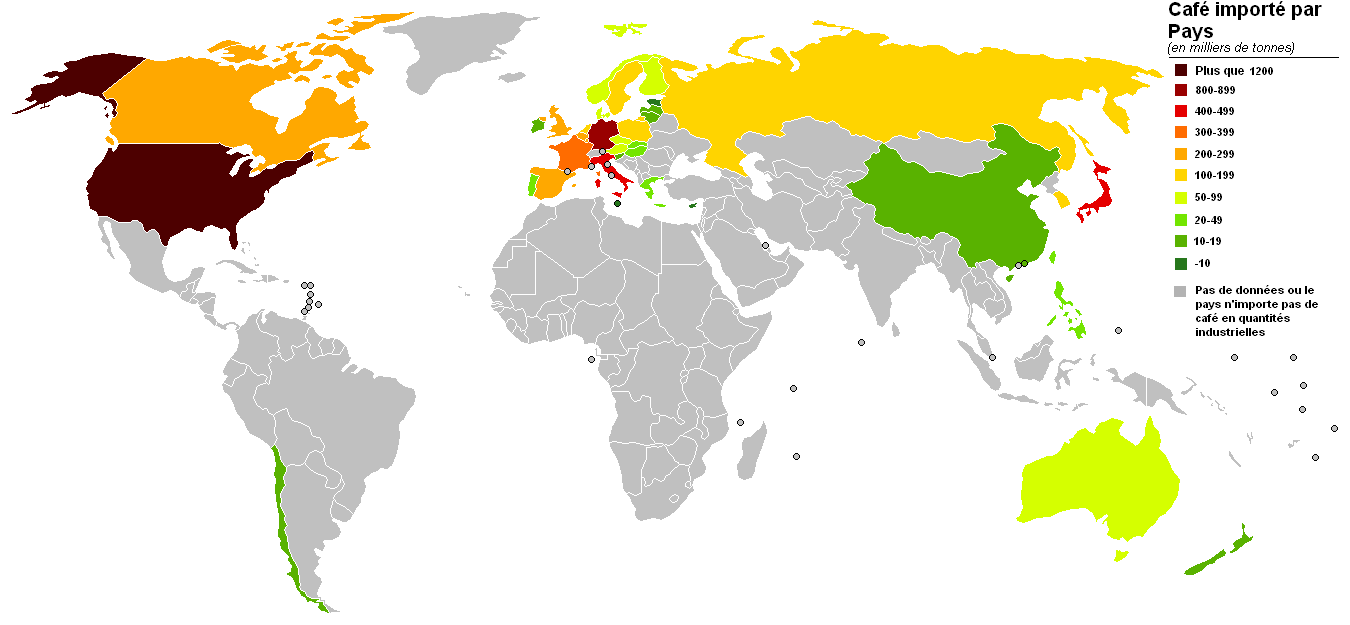
Café importado por país en 2005 (USDA). Este mapa detalla las importaciones brutas, cualquiera que sea el uso realizado del café importado. Ciertos países reexportan una gran parte del café importado.

Estados Unidos lidera las importaciones, seguido por países de la Unión Europea, que concentra un total de 72 246 de miles de sacos según estadísticas del año 2013. Gran parte de este volumen se vuelve a exportar en forma de producto procesado, lo que en algunos casos alcanza más de la mitad del producto importado.
Cabe destacar el caso de Alemania, que en 2013 fue el segundo importador de café a nivel mundial, y al mismo tiempo fue el tercer exportador de café, después de Brasil y Vietnam, sin ser productor.
Cinco empresas adquieren casi la mitad de la producción mundial: Kraft, Nestlé, Procter & Gamble, Sara Lee y Tchibo, cuyas ventas anuales generan beneficios del orden de 1000 millones de dólares.

### Consumo

Consumo de café por persona y año

El siguiente gráfico muestra el consumo de café en kilogramos por persona y año de aquellos países con un consumo superior a 5 kg por persona al año.
Consumo de café (kilogramos/persona/año) de los países con un mayor consumo

### Comercio justo
El café es uno de los principales productos del llamado comercio justo. El comercio justo no solo busca mejorar las condiciones económicas de los productores, sino también promover la sostenibilidad ambiental y fortalecer las comunidades locales.
La etiqueta Max Havelaar fue dedicada inicialmente a este producto. Fue elegido como símbolo porque era el producto más exportado tras el petróleo y porque su precio se fijaba en la bolsa de los mercados internacionales, aunque sea producido en su mayoría por pequeños campesinos y empresas familiares.
Los compradores que disponen de esta etiqueta se comprometen a comprar el café a un precio mínimo incluso aunque los precios mundiales sean inferiores a este límite mínimo. (El precio de compra sigue el tipo de cambio del mercado cuando este supera el límite mínimo, como fue el caso entre 1994 y 1997.) Este precio mínimo, junto a una prefinanciación de las cosechas y una garantía de compra sobre varios años permitió a numerosos pequeños productores mejorar sus condiciones de vida y no quedarse en la miseria en la crisis del café entre 1998 y 2004 cuando la enorme caída de las bolsas (−65 %), causada por la superproducción, dejó el precio de compra por debajo del costo de producción.
La etiqueta garantiza también el pago de una prima de desarrollo destinada a la instauración de programas alimentarios, salud o educación.
Sin embargo, persisten desafíos, como la necesidad de una mayor transparencia en las cadenas de suministro y la implementación efectiva de prácticas equitativas por parte de todas las empresas involucradas en la industria del café.
Otro tipo de producción considerada como más ética es la agricultura ecológica. Algunos productos combinan las normas equitativas y biológicas.

### El café como factor de desarrollo económico

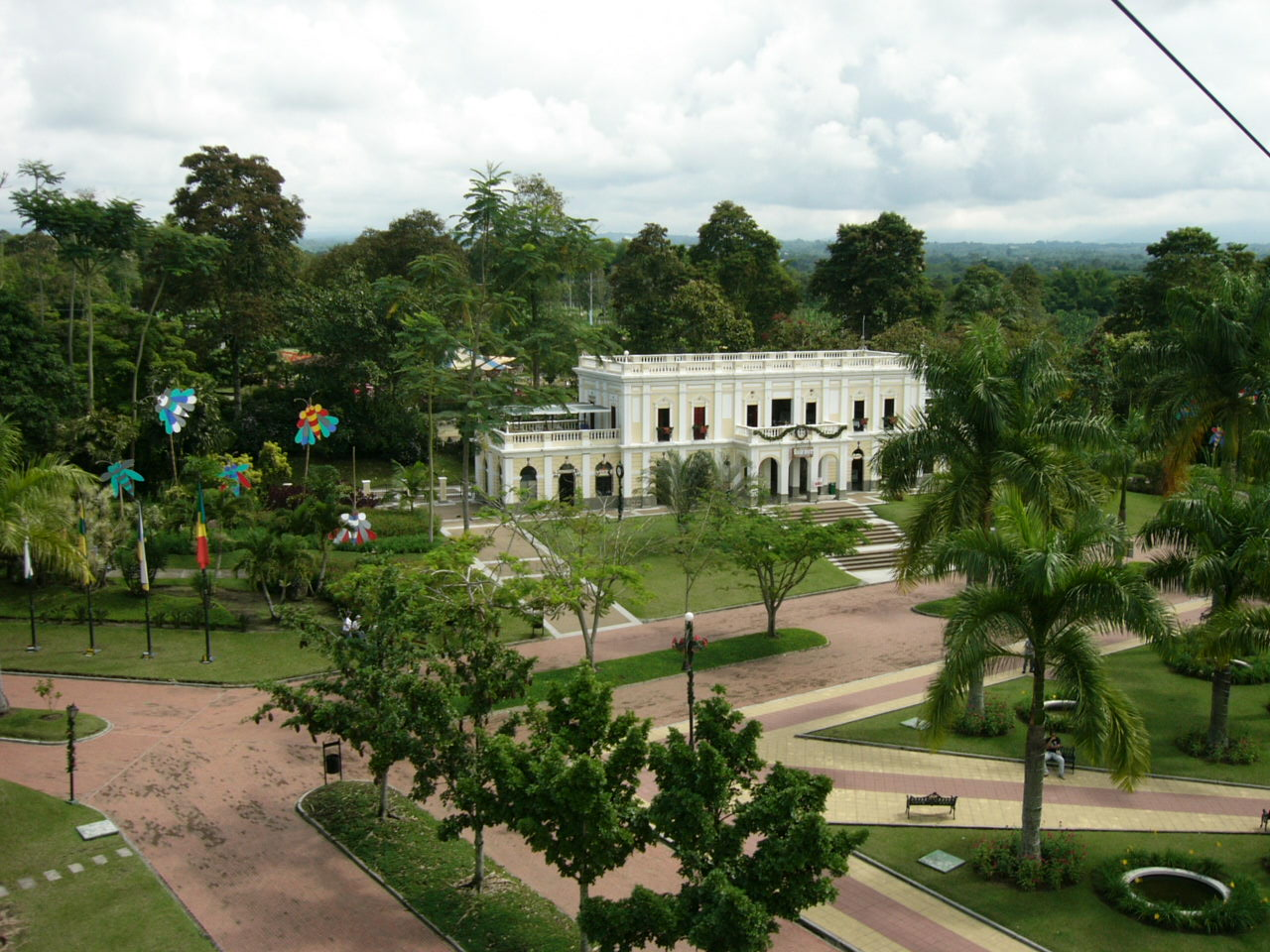
Parque nacional del Café en Colombia

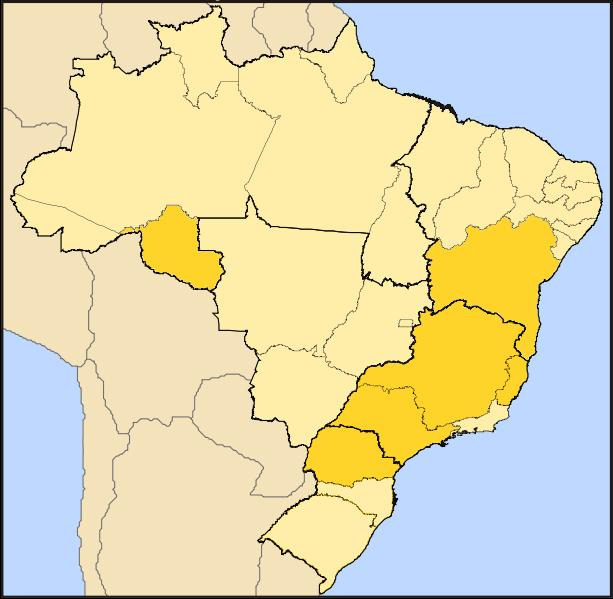
Mapa de zonas cafeteras de Brasil

Los altibajos del mercado en 1830 incitan a los empresarios de Brasil a pasar de la explotación del oro a la del café, hasta entonces reservada al consumo local. Esta decisión se acompaña de importantes inversiones, como, por ejemplo, la creación de una red de cerca de 7000 km de ferrocarril entre 1860 y 1885 para hacer frente a la enorme necesidad de mano de obra. Las principales regiones afectadas por este desarrollo son las de Río de Janeiro y los estados del sur del país de tierras fértiles y clima propicio (São Paulo), principales productoras de café.
Entre la abolición de la esclavitud en 1888 y el año 1928, la fuerza de trabajo es reforzada por una inmigración masiva: 3,5 millones de trabajadores llegan desde Portugal, Italia, España, Alemania y Japón principalmente. Solo en São Paulo, el número de nuevos inmigrantes es de 201 000 entre 1884 y 1890 y más de 733 000 entre 1891 y 1900. El rendimiento de la producción de café aumenta. En 1880, São Paulo produjo 1,2 millones de sacos (25 % de la producción total), en 1888, 2,6 millones (40 %) y en 1902, 8 millones de sacos (60 %). El café representa entonces un 63 % de las exportaciones del país. Las ganancias logradas por este comercio permiten un crecimiento económico sostenido en el país.
El plazo de cuatro años entre la plantación de un cafeto y la primera cosecha amplía las variaciones estacionales en el precio del café. El Gobierno se ve pues obligado, hasta cierto punto, a mantener los precios con subvenciones en períodos de fuerte producción. Esta política de mantenimiento de los precios tiene como efecto negativo una inflación de las plantaciones en São Paulo, dando como resultado una enorme superproducción a principios de los años 1930.
En Colombia el café es el primer producto de exportación, base de la economía nacional y por tanto la fuente de ingresos para muchas familias, especialmente del Eje Cafetero en el centro del país. Colombia exporta su café a países como Estados Unidos, Japón, Alemania, Portugal, Suecia, España y Ecuador, entre otros países consumidores, y es el primer productor de café suave.
Para un país como este, en proceso de desarrollo económico, es ventajoso comercializar productos que tengan el mayor valor agregado posible, no solo por los mayores ingresos de divisas que representa, sino también por la mayor contribución al incremento del empleo, la formación de capital y el avance tecnológico. Colombia desde hace más de veinte años exporta cafés procesados. Hoy en día los tipos de cafés elaborados en el país son: café tostado y molido, soluble, liofilizado y extracto de café. La industria torrefactora la constituyen alrededor de 129 empresas, doce de las cuales prácticamente conforman "la gran industria" y manejan casi el 85 % de la producción destinada al consumo interno. El café colombiano también es transformado y utilizado por las industrias de confites, gaseosas, medicamentos y cosméticos.
En Perú el café también supone un sector importante. En concreto, en la provincia de Jaén, al noroeste del país, la producción de café reúne características tales como el aroma, por las cuales ha obtenido reconocimiento internacional y local, siendo estas variedades consideradas como las superiores dentro del país.

#### Barismo
Es un término acuñado en 1990 que se refiere a la especialización en la extracción de café por diferentes métodos, siendo la principal la cafetera semiautomática. Para su práctica son necesarios conocimientos de cultivo, variedades, tueste y creaciones de mezclas. La característica principal es que el barista tiene completo control en la extracción de café. Existe una asociación mundial reguladora, que es la World Barista Championship, la cual realiza una competición mundial.

## Sucedáneos del café
- Achicoria, se utiliza su raíz. En 2020, el café de achicoria (también conocida como radicheta o escarola) fue uno de los alimentos beneficiosos para la salud más buscados en la red social Pinterest. Hoy se consigue en café soluble y hasta en cápsulas para cafeteras.[118]
- Otras plantas cuyas semillas se han torrefactado:
  - Algarrobo
  - Altramuz
  - Bálanos
  - Cebada o malta
  - Cassia occidentalis
  - Café de soja[119]
- Higo, se elabora el café a partir de los frutos disecados y molidos.[120]
- Mistol
- Postum
- Pero, un sucedáneo del café procedente de Suiza, elaborado con cebada malteada, achicoria y centeno;
- Raíz de diente de león
- Café herbario (por ejemplo, Teeccino)
- Durante la guerra se realizó un sucedáneo del grano de café, hecho de grano, achicoria y bellotas asadas;
- Café de trigo: En los campos chilenos se tuesta en un proceso similar a la harina tostada, pero se quema el trigo y sin molerlo se sirve con agua hirviendo.
- Café de Kentucky: Preparado a partir de las semillas tostadas del árbol Gymnocladus dioicus; las cuáles eran utilizadas cómo un sustituto del café en tiempos de escasez.

La mayoría de estos sucedáneos del café son consumidos principalmente por los mormones, ya que esta religión proscribe el consumo de café.